# Compagnie des mines de Meurchin

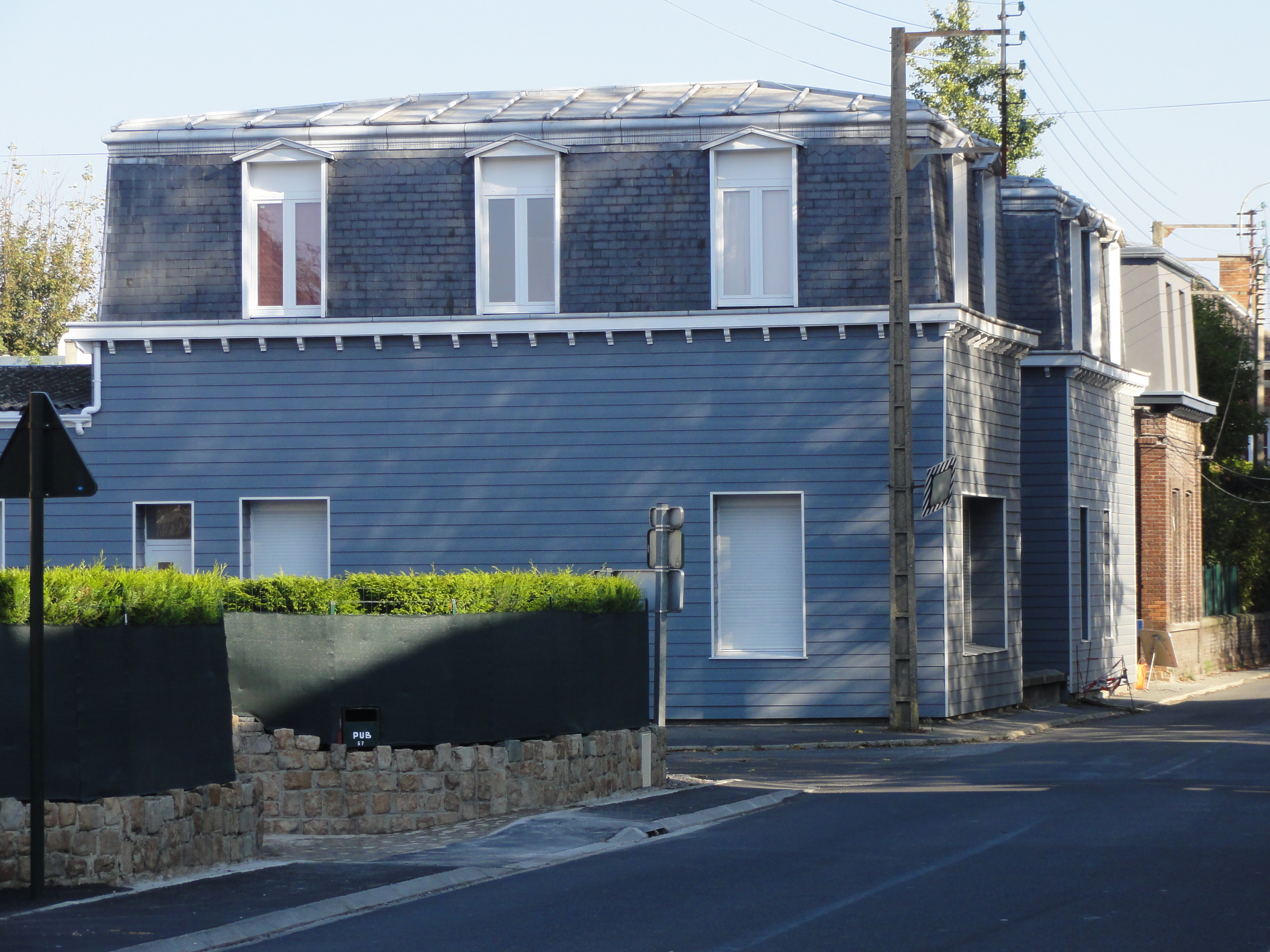
Les grands bureaux, à Meurchin.

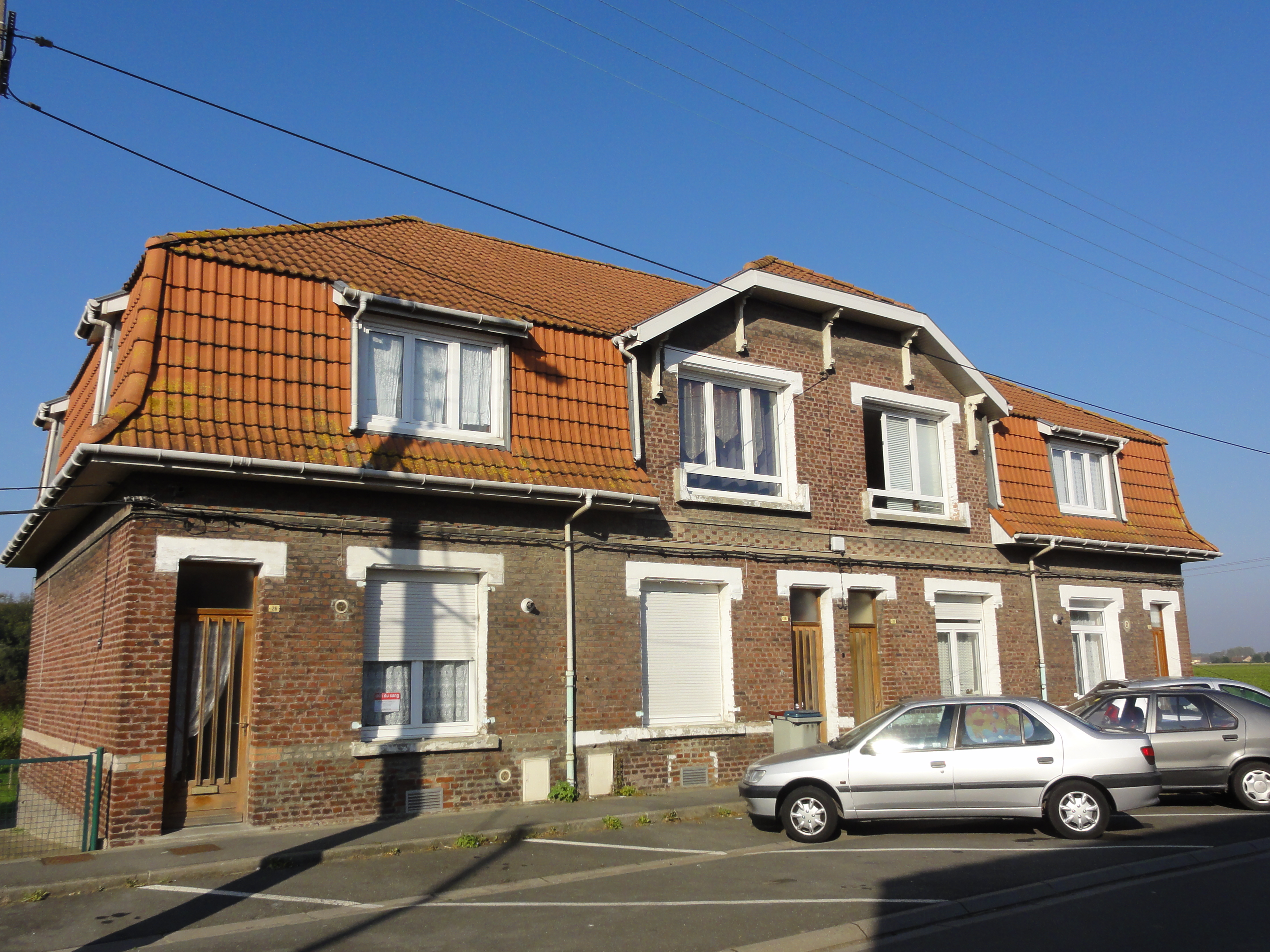
Des habitations près de la fosse no 1, construites par la Compagnie de Lens.

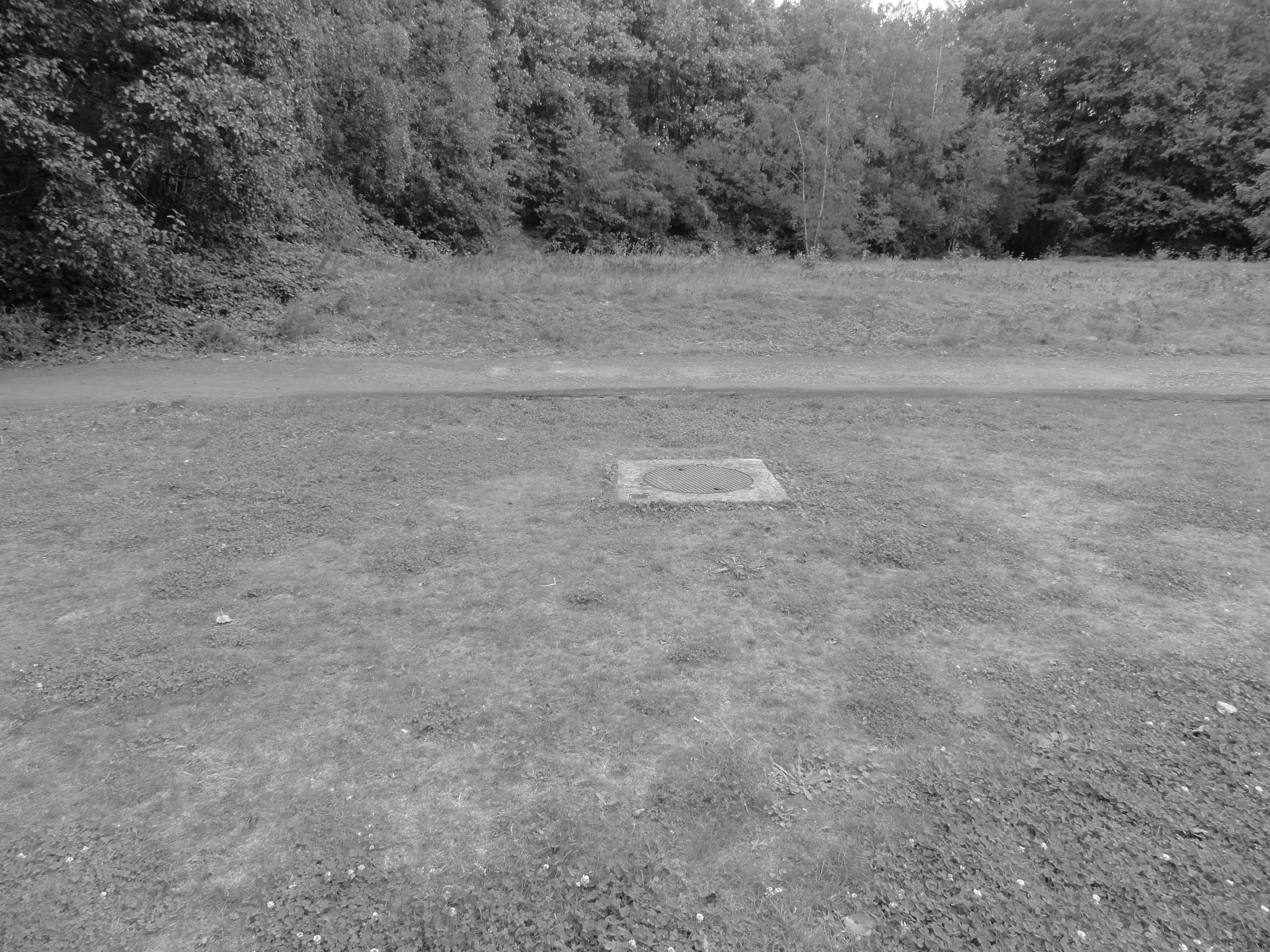
Le carreau de la fosse no 3 - 4 en 2011. Au premier-plan, le puits no 3.

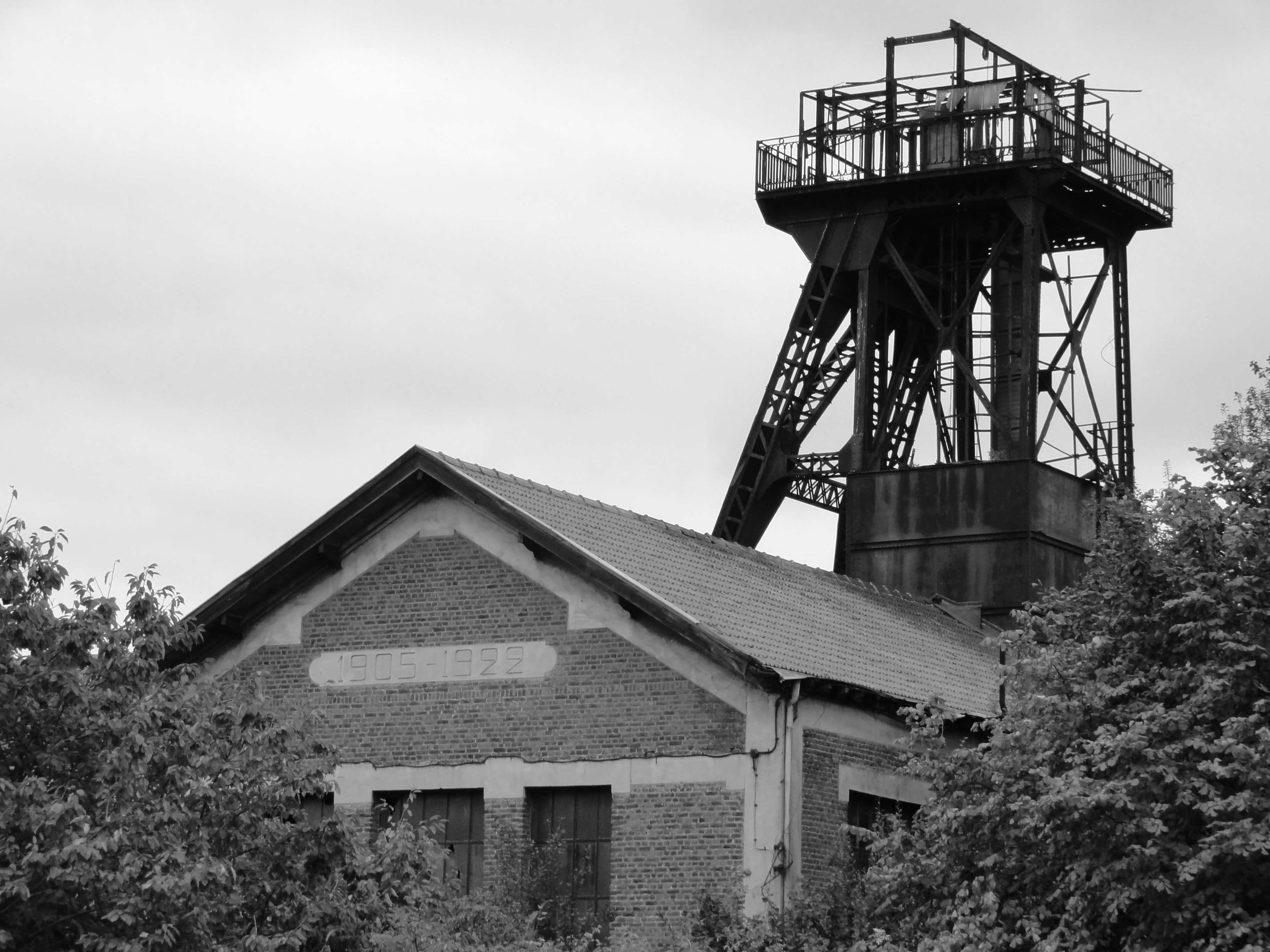
La fosse no 5 en 2011.

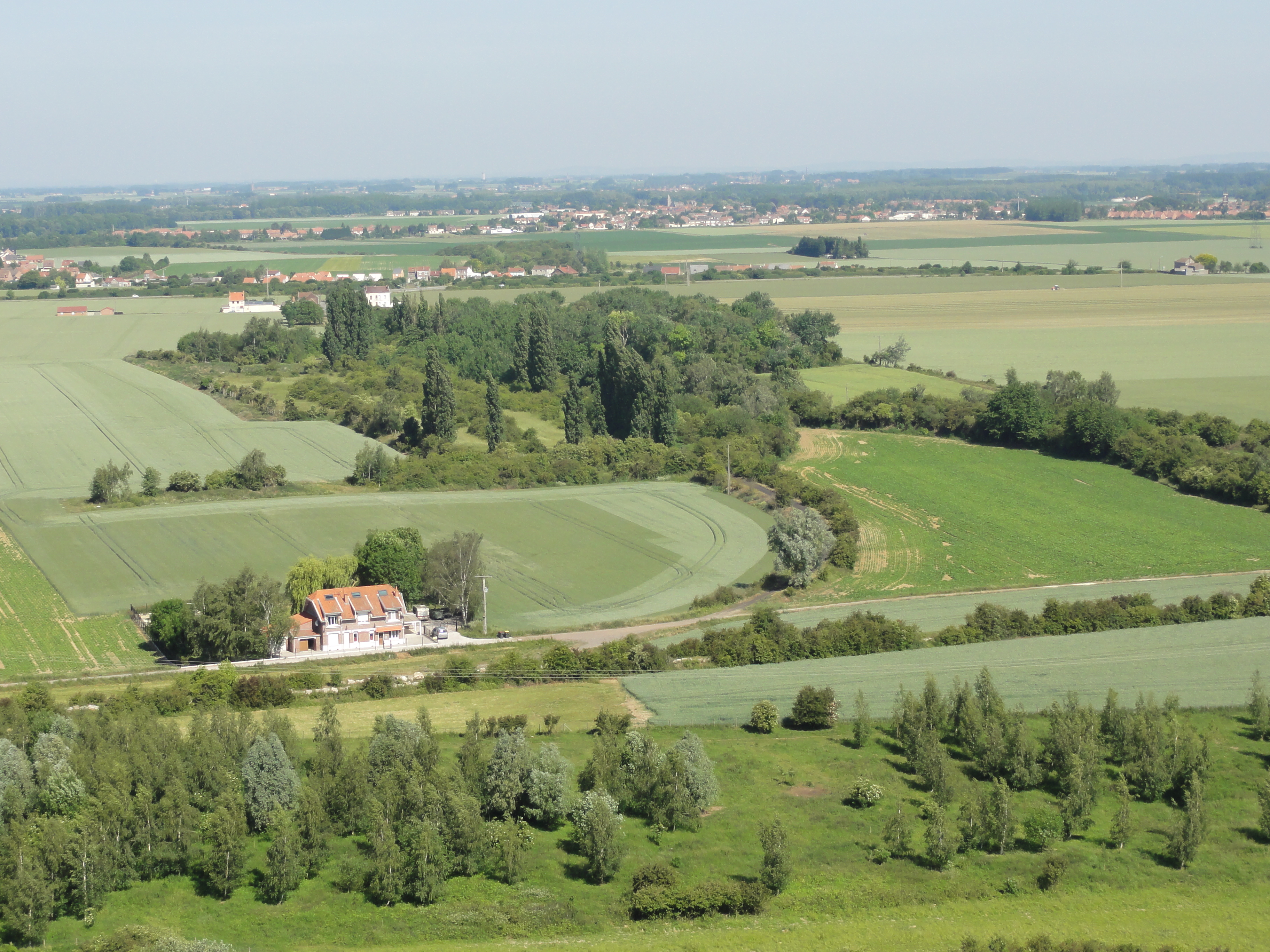
Le carreau de la fosse no 6 en 2011, vu depuis le terril no 98 de la fosse no 24 - 25.

La Compagnie des mines de Meurchin est une compagnie minière qui a exploité la houille à Bauvin, Meurchin, Wingles, Billy-Berclau et Carvin dans le Bassin minier du Nord-Pas-de-Calais. Créée le 16 août 1854, elle établit divers sondages, puis ouvre une fosse no 1 à Bauvin en août 1857, qui commence à produire en 1859. Une fosse no 2 est commencée en 1863 à Meurchin, mais une venue d'eau chaude se déclare, la fosse est abandonnée, bien que la Compagnie ait pensé à commercialiser cette eau minérale sulfureuse. En 1869, une fosse no 3 est commencée à Wingles, le fonçage s'avère très problématique et coûteux. Un second puits, no 4, est ajouté à 35 mètres du premier puits à partir du 1er septembre 1873. La fosse est mise en service en 1875 et devient le principal siège de production de la Compagnie.
En 1904 sont commencées les fosses nos 5 et 6 respectivement à Billy-Berclau et Carvin, dans les parties occidentales et orientales de la concession, encore inexploitées. En 1913, un puits no 7 est ajouté à la fosse no 2. Cette année-là, la Compagnie produit 502 651 tonnes de charbon et 135 000 tonnes d'aggloméré. Tout est détruit durant la Première Guerre mondiale. La Compagnie des mines de Lens rachète celle de Meurchin en 1920, cette dernière cesse d'exister.
Toutes les fosses de l'ancienne compagnie, à l'exception du 3 - 4, cessent d'extraire dans les années 1930. Les fosses nos 2 - 7 et 6 sont définitivement fermées, alors que les fosses nos 1 et 5 assurent l'aérage et le service. La fosse no 5 est la dernière de la Compagnie à avoir fermé, en 1963. Ses installations ont été préservées. Les terrils des fosses nos 2 - 7 et 3 - 4, plats et boisés, sont préservés. Il existe encore des cités minières près des fosses nos 1 et 5.

## Historique

### Avant 1880

#### Société Daquin et Compagnie
Le 16 août 1854, une société s'est formée à Béthune, sous la raison sociale Daquin et Cie, pour la recherche de la houille. Elle comprend 44 sociétaires. Elle entreprend un sondage à Haverskerque, près Saint-Venant, no 350, et y rencontre le calcaire carbonifère à 207,76 mètres. Après cet échec, lorsque la Compagnie de Courrières, suivant l'exemple de la Compagnie Douaisienne, a fait connaître l'existence du terrain houiller au nord des concessions alors instituées, la Société Daquin vient installer un sondage à Meurchin, sur le canal de la Haute-Deûle, et à 300 mètres environ au-dessus de la concession de Lens.
Ce sondage, no 177, ouvert à la fin de septembre 1856, atteint le terrain houiller à 118,95 mètres ; et une première veine de houille de 30 centimètres à 119,55 mètres, le 10 décembre de la même année. Une deuxième veine de 55 centimètres a été rencontrée le 22 janvier 1857, à 133,01 mètres.

#### Constitution de la Société de Meurchin
Aussitôt après cette découverte, en février 1857, la Compagnie Daquin se transforme en société d'exploitation, dont les statuts sont analysés ci-dessous :
Les comparants continuent entre eux la société formée par acte du 16 août 1854, sous les modifications apportées par le présent acte. La Société est civile. Elle a pour objet la continuation des recherches de la houille dans les départements du Pas-de-Calais et du Nord, l'obtention d'une concession et son exploitation. Elle prend la dénomination de Société houillère de Meurchin. Les comparants font apport à la société d'un matériel de sondages, des travaux de sondage exécutés dans les départements du Pas-de-Calais et du Nord, de leurs droits d'invention...
Le capital est fixé à trois millions de francs, divisés en 3 000 actions de 1 000 francs, qui seront émises au fur et à mesure des besoins de la société. Les actions sont nominatives ou au porteur, au choix des titulaires. En compensation de leur apport, les comparants reçoivent 510 actions affranchies de tout versement. En outre, il est mis à la disposition du conseil d'administration quinze actions, également libérées, pour récompenser des services qui pourraient être rendus à la société. La société est administrée par un conseil composé de cinq membres possédant chacun au moins dix actions. Les administrateurs sont nommés pour cinq ans. Le renouvellement a lieu par cinquième, d'année en année. Pour prendre part aux assemblées générales, il faut être porteur de dix actions, donnant droit à une voix. Un même actionnaire ne peut réunir plus de trois voix.
Les assemblées générales ont pour objet d'entendre le rapport du conseil d'administration sur la situation de la Société, de recevoir communication des comptes, de les discuter, de les approuver, s'il y a lieu, de nommer les membres du conseil d'administration dont les pouvoirs sont expirés et de délibérer sur toutes les questions mises à l'ordre du jour par le conseil d'administration.

#### Transformation en Société anonyme en 1873
Une délibération de l'assemblée générale du 26 juillet 1873 transforme l'ancienne Société dont il vient d'être question, en société anonyme dans les conditions de la loi de 1867. Elle prend la dénomination de Société anonyme des Mines de Meurchin. Son siège social est transféré à Bauvin où réside son président, le raffineur de sucre Léon Lefort.
Le capital social est réduit de trois millions à deux millions de francs, montant des actions alors émises. Il est divisé en 4 000 actions de 500 francs par l'échange d'une action ancienne contre deux nouvelles. Les actions sont toutes nominatives. Le conseil d'administration est composé de cinq membres, qui doivent posséder chacun au moins vingt actions. L'assemblée générale nomme trois commissaires associés, chargés de faire un rapport sur les comptes. Tout propriétaire de dix actions fait partie de l'assemblée générale. Dix actions donnent droit à une voix, sans que le même actionnaire puisse réunir plus de cinq voix. L'année sociale est arrêtée au 30 avril.

#### Concession

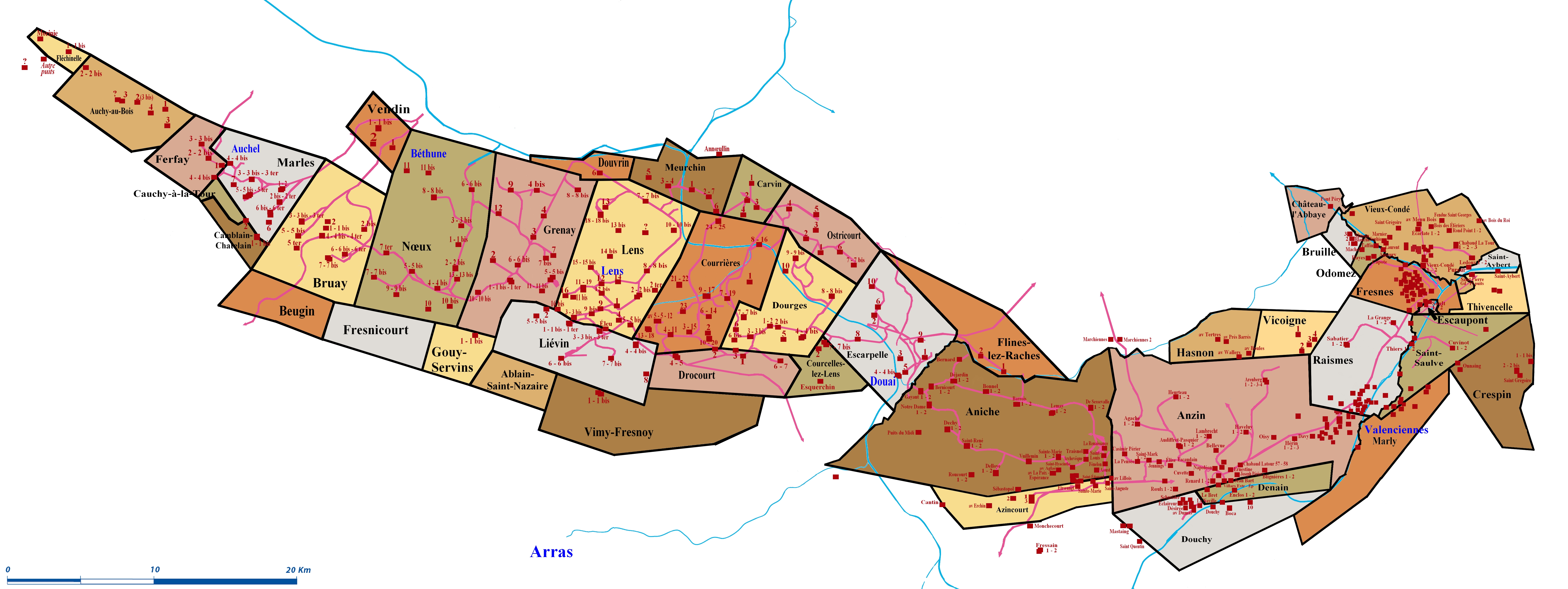
La concession de Meurchin parmi celles du bassin minier hors Boulonnais.

Dès le mois de février 1855, la Compagnie Douaisienne a entrepris des recherches pour démontrer l'existence du terrain houiller au nord des concessions alors instituées. Les Compagnies propriétaires de ces concessions, Dourges, l'Escarpelle et Courrières, se sont empressées d'ouvrir des sondages pour disputer à la Compagnie Douaisienne les terrains jusqu'alors négligés, et sur lesquels on prévoit l'existence de La formation houillère.

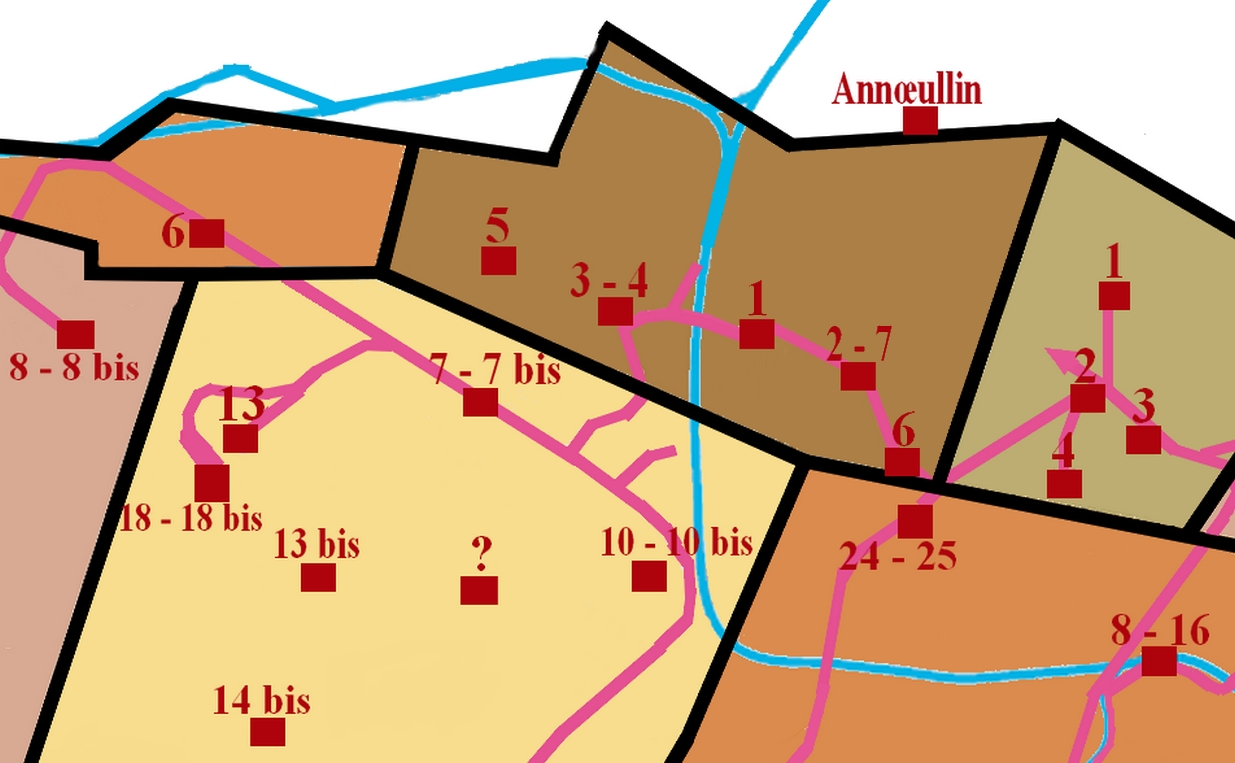
Les fosses de la Compagnie des mines de Meurchin parmi les autres fosses et concessions.
Concession de Douvrin
Concession de Meurchin
Concession de Carvin
Concession de Grenay
Concession de Lens
Concession de Courrières

La Compagnie Daquin est venue, à la fin de septembre 1856, établir un sondage, no 177, à Meurchin, alors que la Compagnie Douaisienne a, depuis plus d'un an, découvert la houille à Ostricourt ; alors aussi, que la Compagnie de Courrières a fait la même découverte à Carvin. La Compagnie de Lens vient aussi, en 1857, installer deux sondages à Billy-Berclau, en vue d'obtenir, à titre d'extension de sa concession, une partie des terrains demandés par la Compagnie de Meurchin. D'un autre côté, la Société la Basséenne, devenue la Compagnie de Carvin, la Société de Don, puis, plus tard, la Société d'Houdain, installent des sondages en concurrence avec ceux de la Compagnie de Meurchin, et sollicitent une concession. Les Compagnies de Courrières et de Lens invoquent, comme dans l'affaire de la Compagnie Douaisienne, une prétendue promesse faite par l'administration de leur accorder tous les terrains vis-à-vis de leurs concessions, au nord comme au sud, où pourrait être constatée ultérieurement la présence de la formation houillère.
En présence de ces nombreuses compétitions, l'instruction de la demande de concession de la Société de Meurchin a été longue et laborieuse. Enfin paraît un décret du 19 décembre 1860, qui institue, en même temps que les concessions d'Ostricourt, de Carvin et d'Annœullin, la concession de Meurchin, en faveur de Messieurs Daquin, Délisse, Engrand, Hurbier, Grenet de Florimond et Carpentier de Baillemont, agissant en leur qualité de membres du conseil d'administration de la Société de houillère dite de Meurchin. La superficie de cette concession est fixée par le décret à 1 626 hectares. Plus tard, lors de l'institution de la concession de Douvrin, le 18 mars 1863, il a été ajouté à cette superficie, à titre d'extension, 138 hectares, de sorte que la superficie de la concession de Meurchin est de 1 764 hectares. Le décret indique de manière précise les nouveaux terrains concédés,,.

#### Travaux
En 1857 la Compagnie ouvre une première fosse, no 1, sur le territoire de Bauvin, près du canal de la Deûle. Le niveau est passé avec une machine à traction puissante, et fournit une quantité d'eau qui s'élève, à certains moments, à 140 hectolitres par minute. Elle atteint le terrain houiller à 130 mètres, et à peine y est elle entrée, qu'elle traverse une première couche de houille de 1,10 mètre d'épaisseur, inclinée à 16°. Elle traverse ensuite 102,15 mètres de terrain stérile et rencontre, à 232,15 mètres, une deuxième couche de houille également de 1,10 mètre d'épaisseur.
Cette fosse commence à produire en 1859, et l'exploitation s'y développe successivement de manière à fournir 4 512 tonnes en 1859, 38 708 tonnes en 1860, 40 650 tonnes en 1861 et 44 605 tonnes en 1862.
En 1857, la Compagnie de Meurchin a ouvert une avaleresse sur le territoire de Carvin, en vue de se constituer des droits à l'obtention de la concession sur cette portion de terrains qui lui sont disputés par la Compagnie de Carvin. Cette fosse est bientôt abandonnée à la profondeur de 14,80 mètres, et elle n'a pas été reprise. Déduction faite du prix de revente du terrain, il y a été dépensé 19 110,57 francs.

#### Production
La première fosse de Meurchin entre en exploitation en 1859. Elle fournit successivement 4 512 tonnes en 1859, 38 108 tonnes en 1860, 40 650 tonnes en 1861, 44 605 tonnes en 1862, 55 318 tonnes en 1863 et 55 320 tonnes en 1864, soit 239 113 tonnes sur la période. Puis la Compagnie produit 68 399 tonnes en 1865, 69 919 tonnes en 1866, 49 253 tonnes en 1867, 51 411 tonnes en 1868, 51 612 tonnes en 1869 et 59 221 tonnes en 1870, soit 355 935 tonnes sur la période.
La fosse no 2, ouverte en 1864, a dû être abandonnée en 1866, à la suite de la rencontre d'eaux très abondantes dans le calcaire ; cette fosse n'a absolument rien produit. Un troisième et nouveau siège, composé de deux puits, ouvert en 1869, entra en exploitation en 1875 seulement. La production de la Compagnie s'accroît d'année en année et atteint 62 150 tonnes en 1871, 80 060 tonnes en 1872, 89 016 tonnes en 1873, 82 911 tonnes en 1874, 80 593 tonnes en 1875, 61 380 tonnes en 1876, 83 031 tonnes en 1877, 101 051 tonnes en 1878 et 109 138 tonnes en 1879, soit un cumul de 161 996 tonnes sur la période. La production totale depuis l'origine est de 1 351 104 tonnes.

#### Gisement

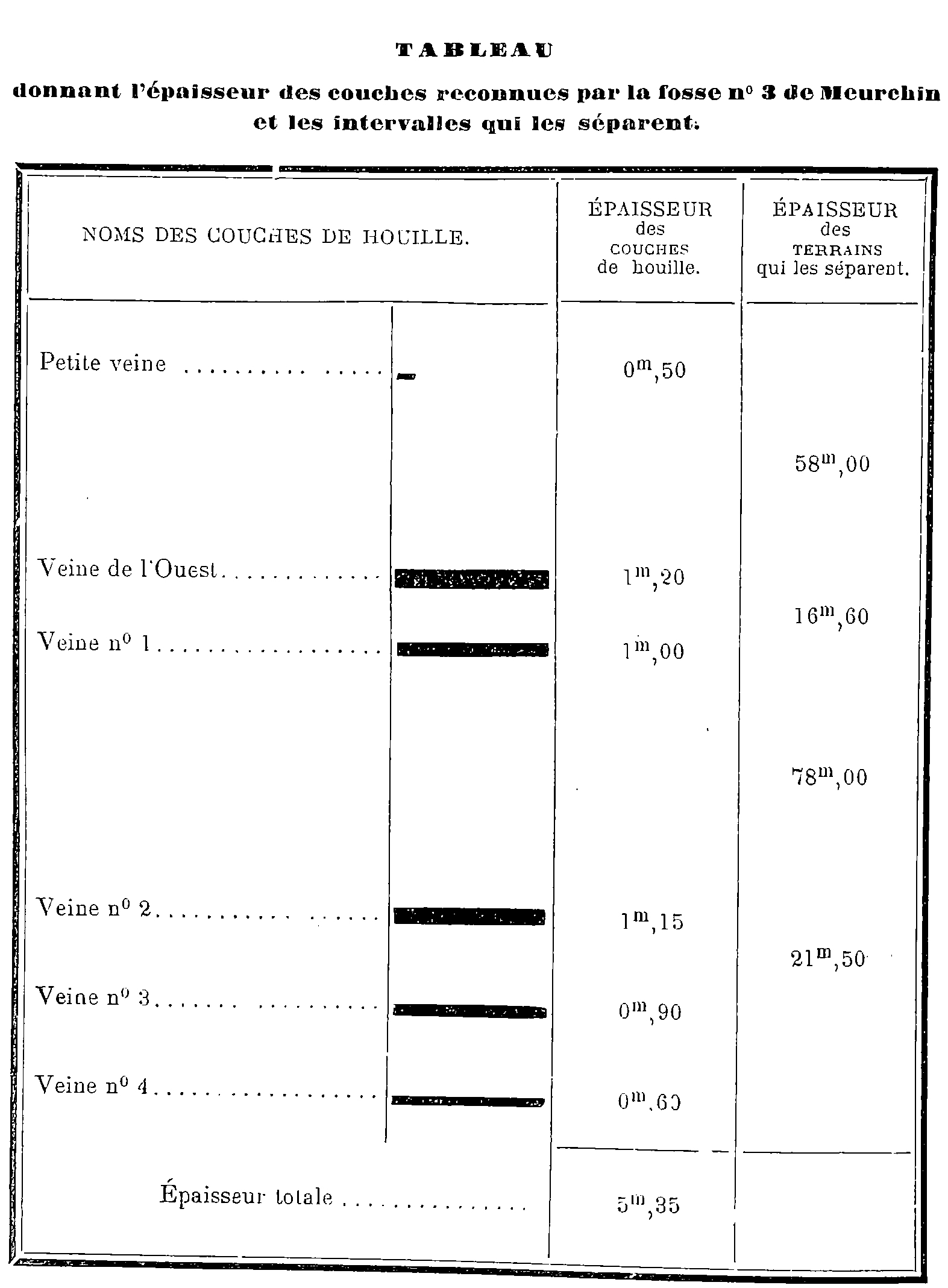
Tableau donnant l'épaisseur des veines reconnues par la fosse no 3 - 4 et les intervalles qui les séparent.

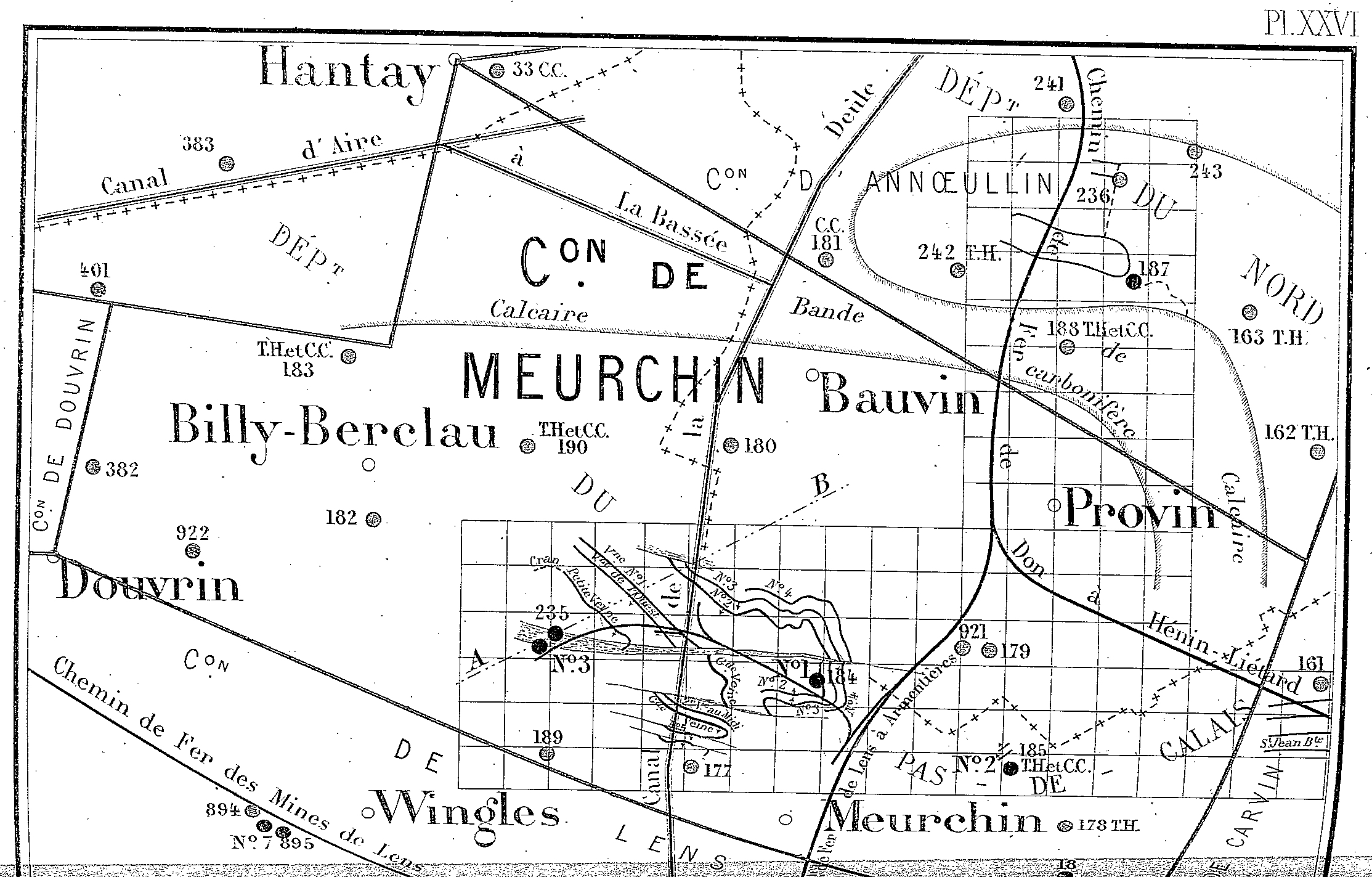
État des travaux vers 1880.

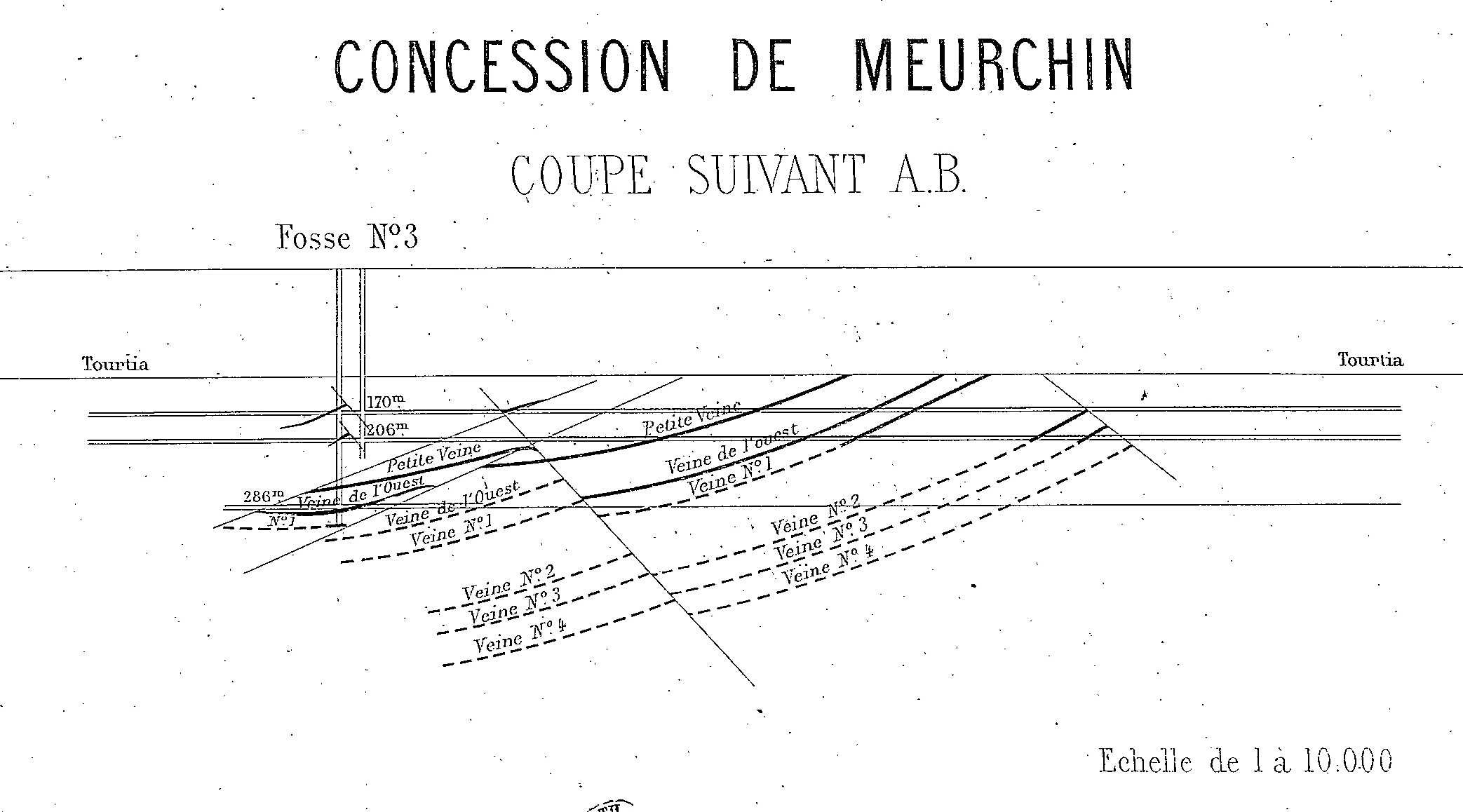
Coupe verticale aux puits de la fosse no 3 - 4 vers 1880.

La planche ci-contre donne premièrement la trace horizontale des différentes couches de houille reconnues ou exploitées par les trois fosses de Meurchin et deuxièmement une coupe verticale passant par la fosse no 3. L'examen de cette planche, complété par les observations qui vont suivre, permet de se faire une idée générale du gisement connu de la concession vers 1880.
Les fosses nos 1 et 3 ont constaté et exploité un premier faisceau composé de six couches, dont quatre de 90 centimètres à 1,20 mètre d'épaisseur, qui ont été suivies, principalement à l'ouest, sur un assez grand développement. La position de ces six couches est indiquée par la coupe verticale passant par la fosse no 3, et le tableau ci-dessus donne la puissance de ces couches et les intervalles qui les séparent.
En outre de ces six couches, dont la houille renferme 13 % de matières volatiles, la fosse no 1 a découvert, au sud, trois autres veines, supérieures aux précédentes et tenant 15 à 16 % de matières volatiles, dont la Grande veine de 1,10 mètre d'épaisseur, la deuxième veine du midi de 70 centimètres et la veine no 5 de 85 centimètres, soit un ensemble de 2,65 mètres d'épaisseur.
Ces dernières veines, qui n'ont pu être figurées dans la coupe verticale, ont été exploitées par la fosse no 1, mais elles ont été interrompues par des failles. Quant aux veines irrégulières, traversées par la fosse no 3 à 167 mètres et à 205 mètres, elles n'ont donné lieu à aucune exploitation sérieuse. Elles produisent du charbon à 16 % de matières volatiles. Un soulèvement ou une grande faille ont fait disparaître la formation houillère sur la partie est de la concession de Meurchin. Les contournements des couches de la fosse no 1 paraissent être en corrélation avec la faille qui a amené le calcaire carbonifère à la fosse no 2. Mais il est impossible de se prononcer actuellement sur l'importance de la portion de l'étendue de la concession de Meurchin qui est ainsi stérilisée par ce grand accident.

#### Bilan

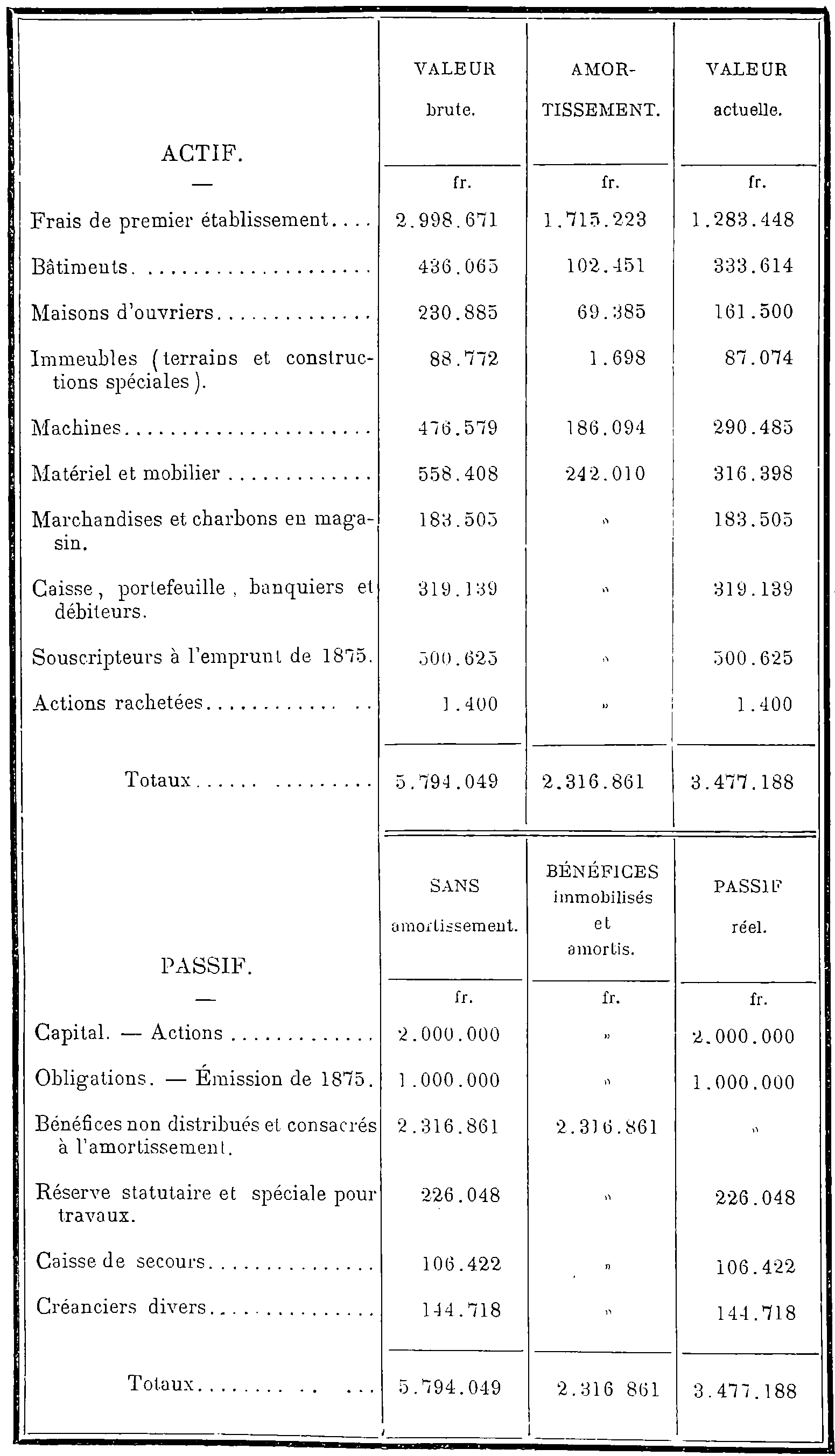
Bilan au 30 avril 1879.

Le résumé ci-après du bilan arrêté au 30 avril 1879 donne les dépenses faites et la situation financière de la Société.

#### Dépenses faites
Des chiffres de ce bilan, complétés par d'autres renseignements particuliers, il résulte qu'au 30 avril 1879, la Compagnie de Meurchin a réellement dépensé pour amener son entreprise, au point où elle se trouve alors, 5 032 791,08 francs, dont 208 481,30 francs pour l'exécution de seize sondages, 387 329,64 francs pour la fosse no 1, 19 110,57 francs pour l'avaleresse de Carvin, 351 936,51 francs pour la fosse no 2, 1 197 352,37 francs pour la fosse no 3, 436 065 francs pour les bâtiments d'exploitation, 230 885 francs pour les maisons d'ouvriers, 250 999,02 francs pour les terrains et constructions spéciales, 416 579 francs pour les machines, 558 408 francs pour le matériel et le mobilier, 266 050,24 francs pour le chemin de fer, les pavés et le rivage et 146 950,43 francs pour les frais généraux de première installation. Dans ce total est inclus le fonds de roulement de 502 644 francs, composé des marchandises et charbons en magasin pour 183 505 francs et de la caisse, du portefeuille, des banquiers, et des débiteurs pour 319 139 francs.
Il a été fait face à cette dépense par l'apport de la société de recherches, environ 150 000 francs, par le versement des actions payantes, 1 500 000 francs, par un emprunt d'un million de francs, sur lequel il n'a été versé que 500 000 francs et par des prélèvements sur les bénéfices, environ 2 882 791,08 francs, soit un total de 5 032 791,08 francs.
Les mines de Meurchin ont produit en 1878, 107 057 tonnes, et en 1879, 109 738 tonnes. Le capital dépensé est donc de 4,6 millions de francs par 100 000 tonnes extraites, ou de 46 francs par tonne.

#### Emprunt
Les dépenses considérables de l'établissement du siège no 3 amènent la Société de Meurchin, en 1874-75, à contracter un emprunt d'un million de francs. Il a été émis 2 000 obligations de 500 francs, rapportant 6 % d'intérêt, et remboursables au pair, en seize ans, à partir de 1880. Toutefois, la société ayant suspendu ses dividendes en 1877, les bénéfices ont suffi à l'exécution des nouveaux travaux, et il n'a été appelé que 250 francs sur chaque obligation ; soit en totalité, 500 000 francs. L'intérêt à 6 % de cette somme n'exige jusqu'ici que 30 000 francs par an ; mais à partir de 1880, l'intérêt et le remboursement des obligations demanderont annuellement environ 50 000 francs.

#### Dividendes
Avec une seule fosse en extraction, la Compagnie de Meurchin réalise bientôt des bénéfices qui lui permettent de distribuer des dividendes, dès 1862, aux 2 000 actions de 1 000 francs alors émises.
Le premier dividende a été de 55 francs par action. En 1863 et 1864, il n'a pas été distribué de dividendes, les bénéfices réalisés pendant ces deux années ont été consacrés à l'ouverture de la fosse no 2. Mais en 1865, il a été réparti un deuxième dividende de 30 francs par action, puis successivement cent francs en 1866, 80 francs en 1867, il n'a pas été distribué de dividende. La répartition recommence en 1869, et elle est pour cette année de 40 francs par action, puis 50 francs en 1870, 25 francs en 1871, 50 francs en 1872 et 125 francs en 1873.
À partir de cette année, à la suite de la transformation de la société en société anonyme, il existe 4 000 actions de 500 francs. Chacune de ces actions nouvelles reçoit 75 francs en 1874, 1875 et 1876. Il n'a pas été distribué de dividende depuis 1876 ; les bénéfices ont été réservés pour l'exécution des nouveaux travaux.

#### Valeur des actions
Jusqu'en 1873, le capital de la Société de Meurchin est de trois millions de francs, représenté par 3 000 actions de 1 000 francs. Mais il n'en a été émis que 2 000. Ces actions sont cotées 1 020 francs en 1862, 1 030 francs en 1863 et 960 francs en 1864. Il n'a jusqu'alors été distribué qu'un dividende de 55 francs, en 1862.
On ne possède pas les prix de vente des actions de Meurchin de 1865 à 1867, années pendant lesquelles il a été réparti des dividendes successifs de 30 francs, 100 francs et 80 francs. En 1868, on retrouve les actions à 950 francs. Il n'a pas été réparti de dividende cette année. En 1873, les actions de 1 000 francs reçoivent un dividende de 125 francs, bénéfice de l'exercice 1872-73. Elles suivent les progrès des prix des houilles, et se vendent 1 200 francs en février, 2 250 francs en juillet et 2 908 francs en octobre.
L'assemblée générale de novembre 1873 décide que le capital de la société sera réduit à deux millions de francs, chiffre alors émis ; que les actions seront dédoublées, et que chaque action de 1 000 francs sera remplacée par deux actions de 500 francs, ce qui porte le nombre total des actions à 4 000. Ces actions nouvelles de 500 francs sont cotées à la Bourse de Lille 1 417 francs en janvier 1874.

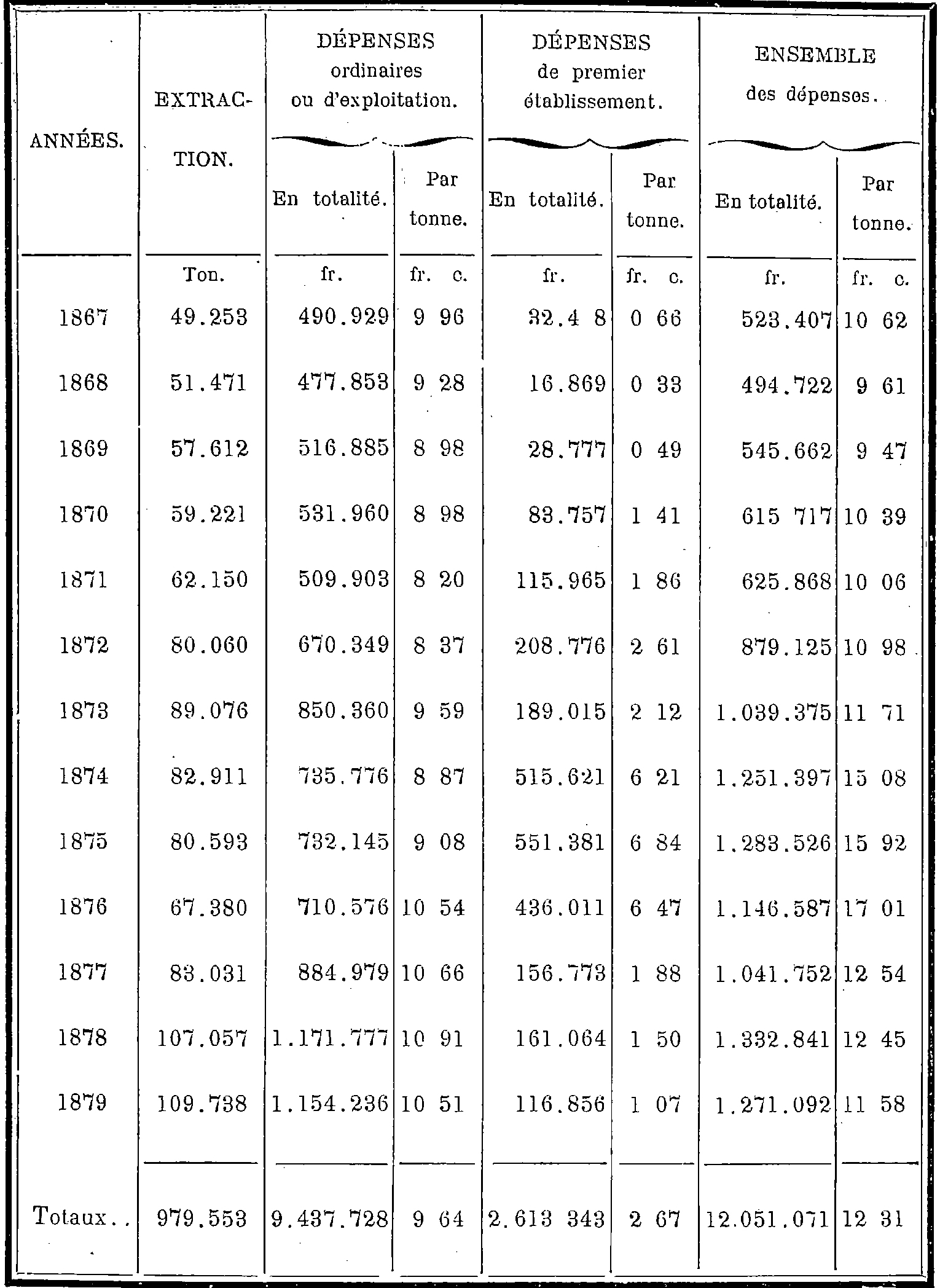
Prix de revient entre 1867 et 1879.

Elles s'élèvent à 2 442 francs en juillet 1874, 2 852 francs en janvier 1875 et 3 693 francs en août 1875. Ce dernier taux est le maximum atteint. La valeur des actions descend ensuite à 3 025 francs en septembre 1875, 2 532 francs en janvier 1876, 1 940 francs en juin 1876, 1 558 francs en janvier 1877 et 1 071 francs en juin 1877. Elles remontent à 1 204 francs en janvier 1878 pour redescendre à 983 francs en juin 1878, 910 francs en janvier 1879 et 706 francs en mars 1879. Ce dernier prix est le minimum auquel les actions sont descendues. Elles remontent à 1 010 francs en octobre 1879, 1 262 francs en décembre 1879, 1 187 francs en janvier 1880, 1 270 francs en juin 1880 et 1 400 francs en septembre 1880.

#### Prix de revient
Le tableau ci-contre donne les déclarations, pour les treize années de 1867 à 1879, de la Compagnie de Meurchin, pour l'établissement de la redevance proportionnelle à payer à l'État sur le produit net de son exploitation, à raison de 5 % dudit produit net.
Il résulte de ce tableau que le prix de revient d'exploitation a été en moyenne, pendant les treize années de 1867 à 1879, de 9,64 francs par tonne ; que le prix minimum, 8,20 francs, a été réalisé en 1871 ; et que le prix maximum, 10,95 francs, a été atteint en 1878. Que les dépenses en travaux de premier établissement, pendant la même période, se sont élevées à 2 613 343 francs, ou 2,67 francs par tonne de houille extraite. C'est surtout pendant les trois années de 1874 à 1876 que les dépenses de cette nature ont monté à un chiffre considérable, plus de 500 000 francs par an, ou 6,50 francs par tonne, alors que la Compagnie établit son siège d'exploitation no 3, composé de deux puits jumeaux, creusés par le système Kind-Chaudron, avec cuvelage en fonte.

#### Prix de vente
Les charbons de Meurchin contiennent 13 à 15 % de matières volatiles. Ils conviennent bien au chauffage des générateurs, et brûlent avec flamme, sans fumée. Ils sont assez galletteux. D'après les rapports des Ingénieurs des Mines, leur prix moyen de vente a été successivement de 11,34 francs la tonne en 1862, 11,44 francs en 1868, 11,08 francs en 1869, 10,99 francs en 1870, 11,11 francs en 1871, onze francs en 1872, 14,75 francs en 1873, 15,42 francs en 1874, 14,40 francs en 1875, 16,33 francs en 1876, 13,11 francs en 1877, 12,74 francs en 1878 et 11,95 francs en 1879.
Le marché pour une fabrication d'agglomérés a exercé sur les prix de vente une influence très prononcée. Des renseignements particuliers permettent d'établir que ce prix moyen de vente net a été réellement dans les quatre derniers mois de l'exercice 1875-76 de 16,83 francs la tonne, de 14,64 francs dans l'exercice 1876-77 et 12,28 francs dans l'exercice 1878-79.

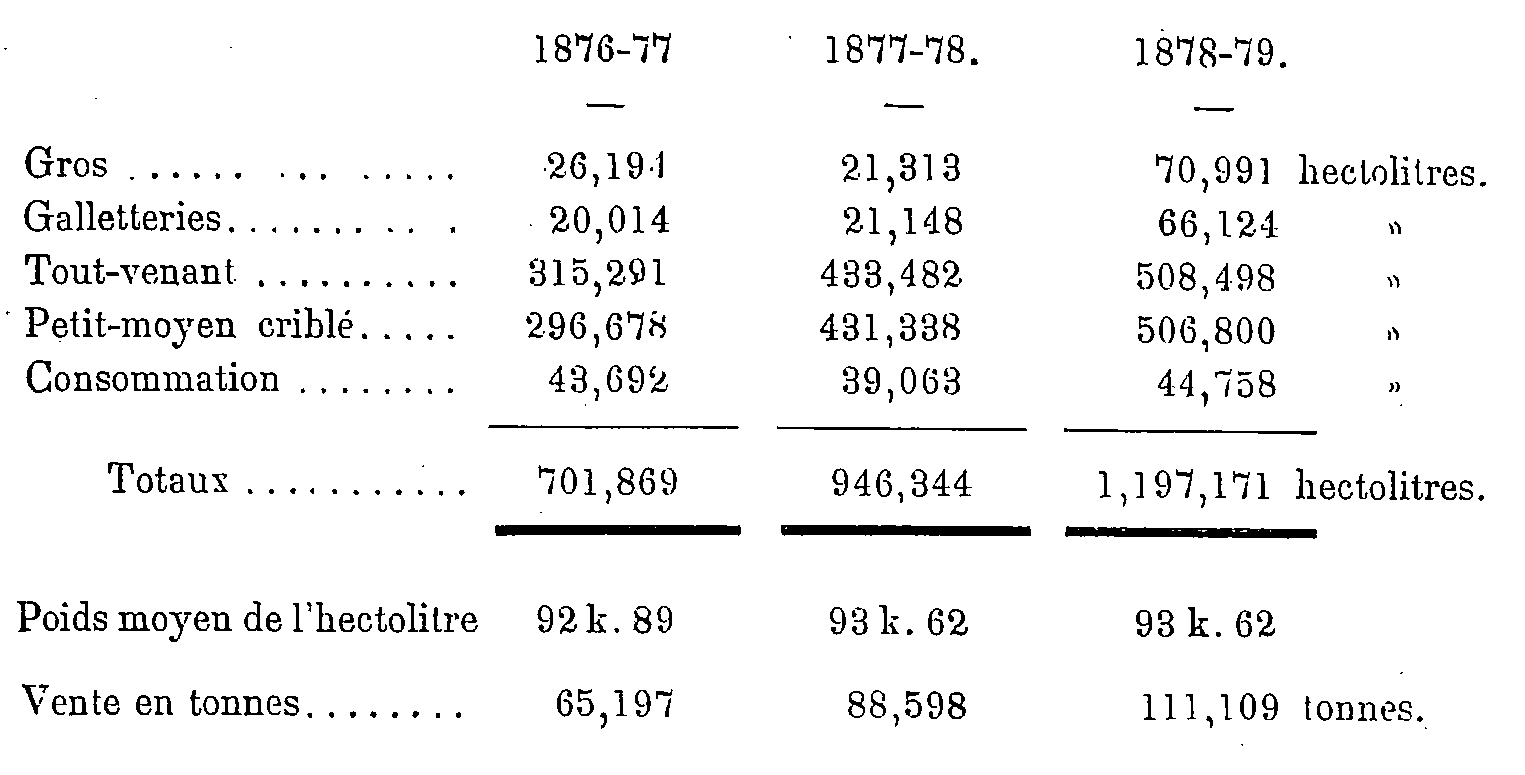
Détail de la production entre 1876 et 1879.

Pendant ces trois derniers exercices, les ventes comprennent les diverses sortes de houille suivantes :

#### Fabrique d'agglomérés
En 1869, la Compagnie de Meurchin écoule difficilement ses charbons, aussi elle accepte la proposition de M. Couillard d'établir, près de sa fosse, une fabrique d'agglomérés à des conditions peu avantageuses pour elle. Par un traité en date du 3 juin 1869, elle s'engage à construire, moyennant 70 000 francs, à son rivage, une usine, sans son outillage, pour la fabrication, par M. Couillard, des charbons agglomérés. Elle loue la dite usine a M. Couillard pour onze années, moyennant un loyer de 15 % de la dépense d'installation faite par la Compagnie, pour la première année, et une réduction de 10 % du loyer par chaque année suivante. M. Couillard s'engage à prendre à la Compagnie 10 000 tonnes la première année, et 20 000 tonnes chacune des années suivantes, au moins, de charbon tout venant, au prix ferme de huit francs la tonne, rendu à l'usine ; plus une redevance de 50 centimes par tonne de briquettes fabriquées, quelle que soit la provenance des charbons ayant servi à la fabrication.
M. Couillard s'oblige d'employer toutes les fines à la fabrication des agglomérés et s'interdit de vendre, à l'usine, autre chose que le gros charbon et la galletterie. Cette convention a été très onéreuse à la Compagnie de Meurchin, et l'a empêché de profiter de l'élévation des prix de la houille pendant les années des hauts prix des houilles. Son exécution donne même lieu à des difficultés, qui ont fini par une transaction.
Enfin, cette convention a été dénouée par un arrangement conclu en 1875, et moyennant une indemnité très lourde. À partir du 1er novembre 1875, jusqu'au 31 mai 1881, la Compagnie de Meurchin reprend la libre disposition des 24 000 tonnes de houille qu'elle doit fournir annuellement à M. Couillard. Comme indemnité, elle paye à ce dernier les sept-douzièmes de la différence entre le prix moyen de vente de tous ses charbons et le prix de 8,40 francs stipulé dans le marché, ce prix comprenant l'indemnité de 50 centimes par tonne de briquettes fabriquées. L'indemnité ainsi établie porte sur la quantité de 24 000 tonnes, sauf le cas où l'extraction n'atteindrait pas, dans le courant de l'exercice, 72 000 tonnes ; auquel cas, elle ne porterait que sur le tiers des charbons extraits. La Compagnie de Meurchin a payé ainsi à M. Couillard 48 050 francs en 1875-76 sur 12 000 tonnes, 82 743,19 francs en 1876-77 ou 3,64 francs par tonne sur 22 720 tonnes formant le tiers de son extraction pendant cet exercice et 54 435,04 francs en 1877-78.
L'extraction ayant atteint 86 966 tonnes, cette prime a été calculée sur le chiffre de 24 000 tonnes, ainsi que pour l'exercice suivant 1878-1879, pour lequel elle descend à 52 744,57 francs. M. Couillard cesse donc sa fabrication à la fin de 1875, et démonte ses appareils. En 1880, la Compagnie installe une nouvelle usine pour la fabrication des briquettes, et un lavoir du système Lührig pour l'utilisation de ses menus.

#### Renseignements sur la vente

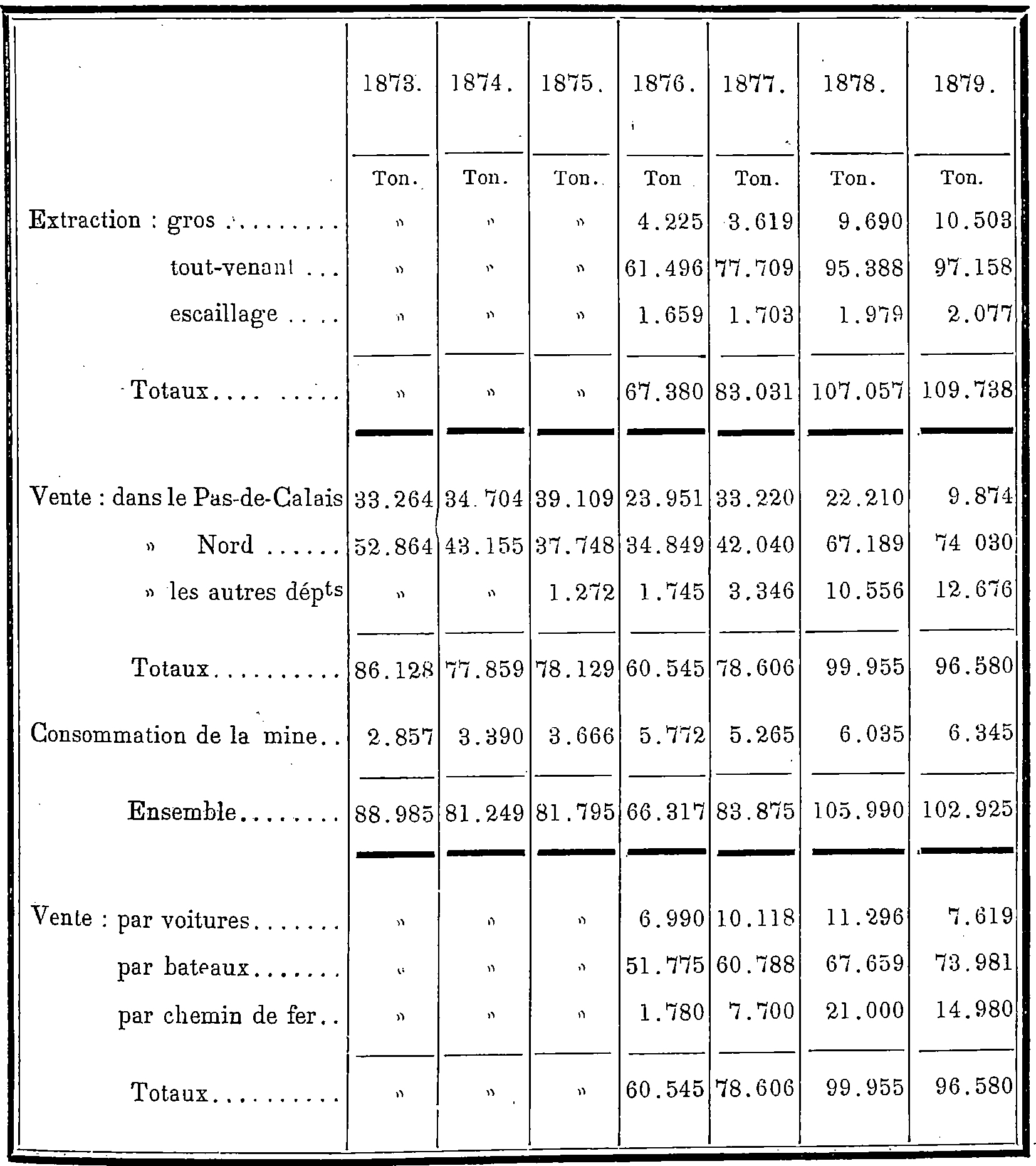
Renseignements sur la vente de 1873 à 1879.

Les fosses de la Compagnie de Meurchin ne sont pas reliées jusqu'ici aux lignes de chemin de fer, placées sur le canal de la Deûle, leurs produits s'expédient surtout par bateaux. Quant aux houilles expédiées par chemin de fer, elles sont transportées par eau à la station de Don de la ligne de Béthune à Lille. Mais bientôt, les fosses de Meurchin sont reliées, par de courts embranchements, à la ligne ferrée en construction de Lens à Armentières. La Société commence cette année la construction d'une gare d'eau avec quais élevés, munis des appareils de chargement du système adopté par la Compagnie des mines de Lens. Une usine à briquettes, avec lavoir du système Lührig et Coppée, est également en construction. Les rapports des Ingénieurs des Mines fournissent les renseignements suivants sur la composition, les lieux de vente et les modes d'expédition des houilles de Meurchin.
Il résulte des chiffres du tableau précédent :
- que la proportion de gros, fourni par l'exploitation de Meurchin varie de 6,3 à 9 % de la production totale ;
- que les expéditions par bateaux représentent 67 à 85 % de la vente totale ;
- qu'à la suite de l'ouverture du chemin de fer d'Hénin-Liétard à Don, les expéditions par wagons qui ne sont que de 1 780 tonnes, ou 3 %, en 1876, se sont élevées, en 1878, à 21 000 tonnes, ou 21 % ;
- que la vente des houilles de Meurchin s'effectue principalement dans le département du Nord, dans la proportion de 60 à 75 % ;
- que la consommation de la mine absorbe de 6 à 9 % de la production[D 18].

#### Ouvriers et salaires

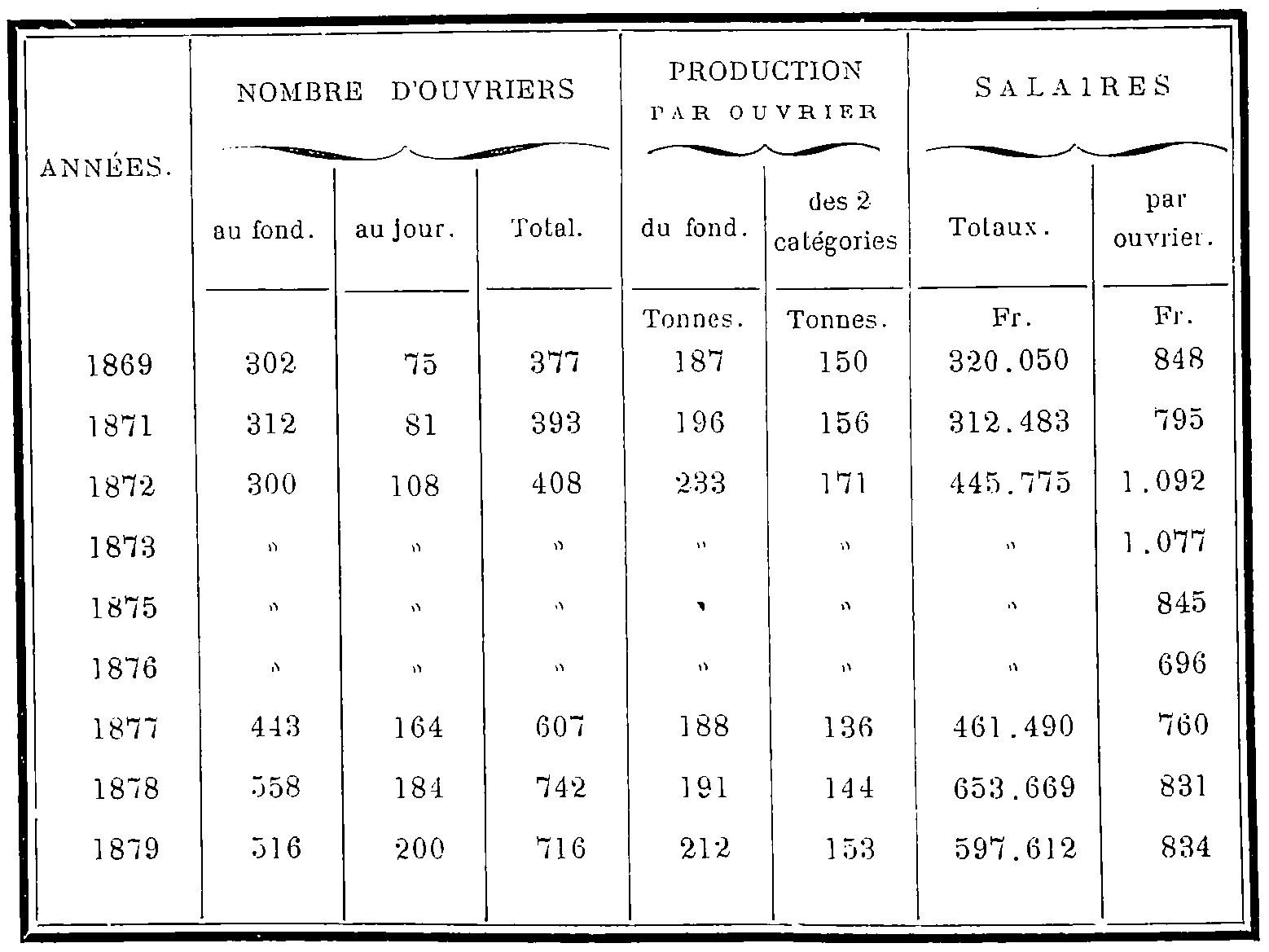
Ouvriers, productivité et salaires entre 1869 et 1879.

Les renseignements contenus dans le tableau ci-dessous sont extraits des rapports des Ingénieurs des Mines.

#### Grève de Meurchin en août 1877
Les salaires ont été diminués de 10 % en février 1877. Au mois d'août de la même année, les ouvriers organisent une grève pour obtenir la remise des salaires à leur taux habituel : les rouleurs au charbon demandent l'augmentation, qui leur est refusée ; ils suspendent le travail. Les mineurs, abatteurs de charbon, descendus avant eux, comme d'habitude, travaillent jusqu'à ce que l'encombrement des chantiers les forcent à s'arrêter, et ils remontent en refusant de rouler, leurs produits, les remblayeurs refusent de rouler le charbon et ainsi de suite. La Compagnie maintient la réduction, et après trois semaines de chômage le travail reprend. Mais au mois de novembre, le stock étant entièrement disparu, les ouvriers présentent de nouveau leur demande d'augmentation, mais sans arrêter le travail. Après trois jours de pourparlers, satisfaction leur a été donnée.

#### Demande de partage des fonds de la Caisse de secours
La Compagnie de Meurchin a établi, dès l'origine, comme la presque totalité des houillères du Pas-de-Calais et du Nord, et sur les mêmes bases, une caisse de secours en faveur de ses ouvriers. Au cours de la grève de 1877, ceux-ci intentent un procès pour obtenir judiciairement la liquidation et le partage des fonds de la dite caisse.
Une assignation à comparaître devant le Tribunal de Lille, a été donnée au président du conseil d'administration de la Compagnie des mines de Meurchin, par trois ouvriers mineurs, Lannoy, Ledin et Robasse « co-intéressés », dans les termes reproduits ci-dessous :
« Attendu qu'il existe entre les ouvriers des Mines de Meurchin une association dont le but serait d'assurer à tous les ouvriers des dites mines, à leurs femmes et à leurs enfants, tous les secours indispensables en cas de maladies ou d'accidents ; que l'existence de cette société n'apporte d'aucune pièce ; qu'elle résulte seulement de la retenue obligatoire de 3 % sur les salaires de tous les ouvriers ; que, dans ces conditions, cette société constitue une association de fait, dont la durée est illimitée ; attendu que les requérants, membres de cette société de secours, en demandent aujourd'hui la liquidation et le partage ; par ces motifs et tous autres : voir dire que la société de secours existant entre les ouvriers des Mines de Meurchin est dissoute.

En conséquence, voir nommer par justice un ou plusieurs liquidateurs avec mission : premièrement d'établir l'actif, notamment en recherchant et rétablissant les sommes qui auraient pu être payées des fonds de la caisse à titre d'indemnité, secours, frais de maladies ou pensions, en l'acquit de la Compagnie et par suite d'accidents dont elle était responsable ; deuxièmement, de procéder au partage entre les ayants droit au prorata de leurs versements respectifs.  »

#### Jugement
L'affaire vient devant le Tribunal civil de première instance de Lille qui, à la date du 23 août 1878, rend un jugement déboutant les demandeurs et dont voici le dispositif :
«  Ouï les conclusions du Ministère public. Attendu que la Caisse de secours de la Compagnie de Meurchin, formée, non en vue d'un bénéfice à réaliser et à partager, mais pour subvenir, en cas d'accident, aux besoins des ouvriers et de leurs familles, constitue une société d'une nature particulière, laquelle n'est pas régie par les articles 1832 et suivants du Code civil, mais qui crée entre les membres un contrat synallagmatique les obligeant réciproquement à exécuter les engagements contractés par l'adhésion aux statuts ; attendu que tout ouvrier, en entrant au service de la dite Compagnie, contracte l'engagement de subir, sur son salaire, une retenue de 3 % au profit de la caisse de secours ; que cet engagement est incompatible avec la demande de Lannoy et Ledin qui tend à la dissolution de la caisse de secours et à sa mise en liquidation, puisque cette dissolution aurait pour résultat de les libérer de leur obligation ; que cette demande doit donc être rejetée comme contraire au contrat qui fait la loi des parties ; qu'elle doit l'être également comme étant en opposition avec le but de cette association, défini ci-dessus, et avec les principes généraux du droit qui ne permettraient pas le partage, entre les ouvriers actuels de Meurchin, des sommes versées par leurs prédécesseurs pour un emploi déterminé ; qu'il n'y a pas lieu, d'après ces motifs, de rechercher si la recevabilité d'une pareille demande n'exigerait pas, au préalable, la mise en cause de tous les intéressés. Le Tribunal, en donnant acte à Robasse de son désistement, qui est accepté par les autres parties, déboute Lannoy et Ledin de leur demande, les condamne aux dépens envers toutes les parties à l'exception de ceux relatifs à Robasse qui demeurent à la charge de ce dernier.

Signé : Félix Le Roy et Fiévet.  »

### Après 1880
En 1884, la concession d'Annœullin, précédemment exploitée par la Société de Don puis la Société d'Annœullin-Divion, échoit à la Compagnie de Meurchin après la liquidation de la société qui l'exploitait alors.
En 1896, l'ingénieur-directeur de la Compagnie est M. Tacquet, il est aidé dans son travail par Messieurs Guinamard et Trouillet. La Compagnie produit 394 000 tonnes de charbon et 60 000 tonnes de briquettes, en employant 1 100 mineurs et 400 ouvriers au jour. Elle possède un lavoir, un rivage sur la Deûle et une usine à briquettes.
En 1913, elle produit 502 651 tonnes de charbon et 135 000 tonnes d'agglomérés. Toutes les installations sont détruites durant la Première Guerre mondiale. Elles sont reconstruites après la guerre. À cette époque, les puits nos 1, 3, 4 et 6 assurent l'extraction. Les puits nos 2 et 5 assurent respectivement le retour d'air pour les fosses nos 6 et 3 - 4. le rôle du puits no 7 n'est pas connu.
La Compagnie des mines de Lens rachète celle de Meurchin en 1920.

## Les fosses
Huit puits ont été creusés par la Compagnie des mines de Carvin, dont une avaleresse.

### Fosseno1
50° 30′ 09″ N, 2° 53′ 24″ E
1857 - 1954

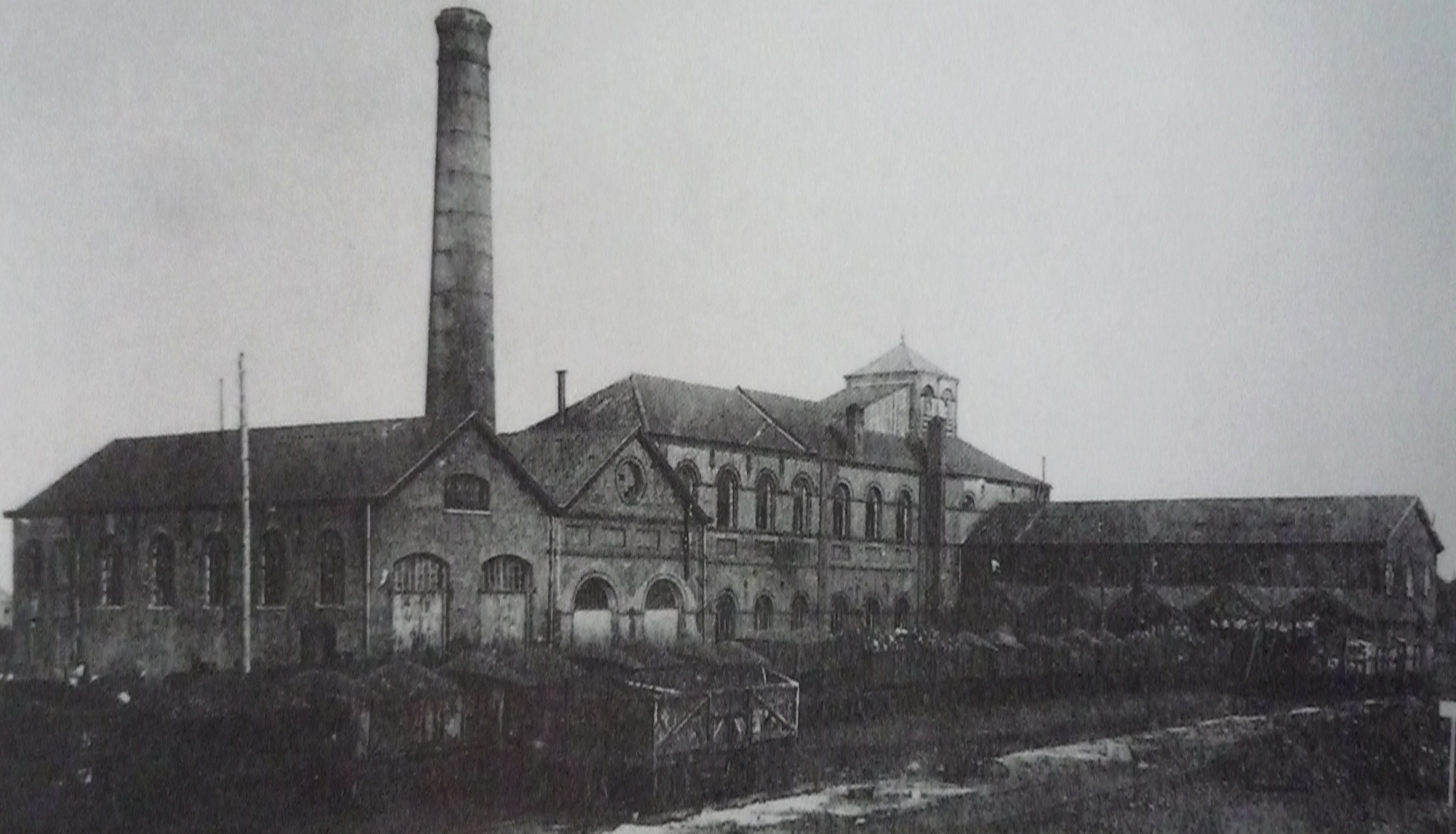
La fosse no 1 vers 1900.

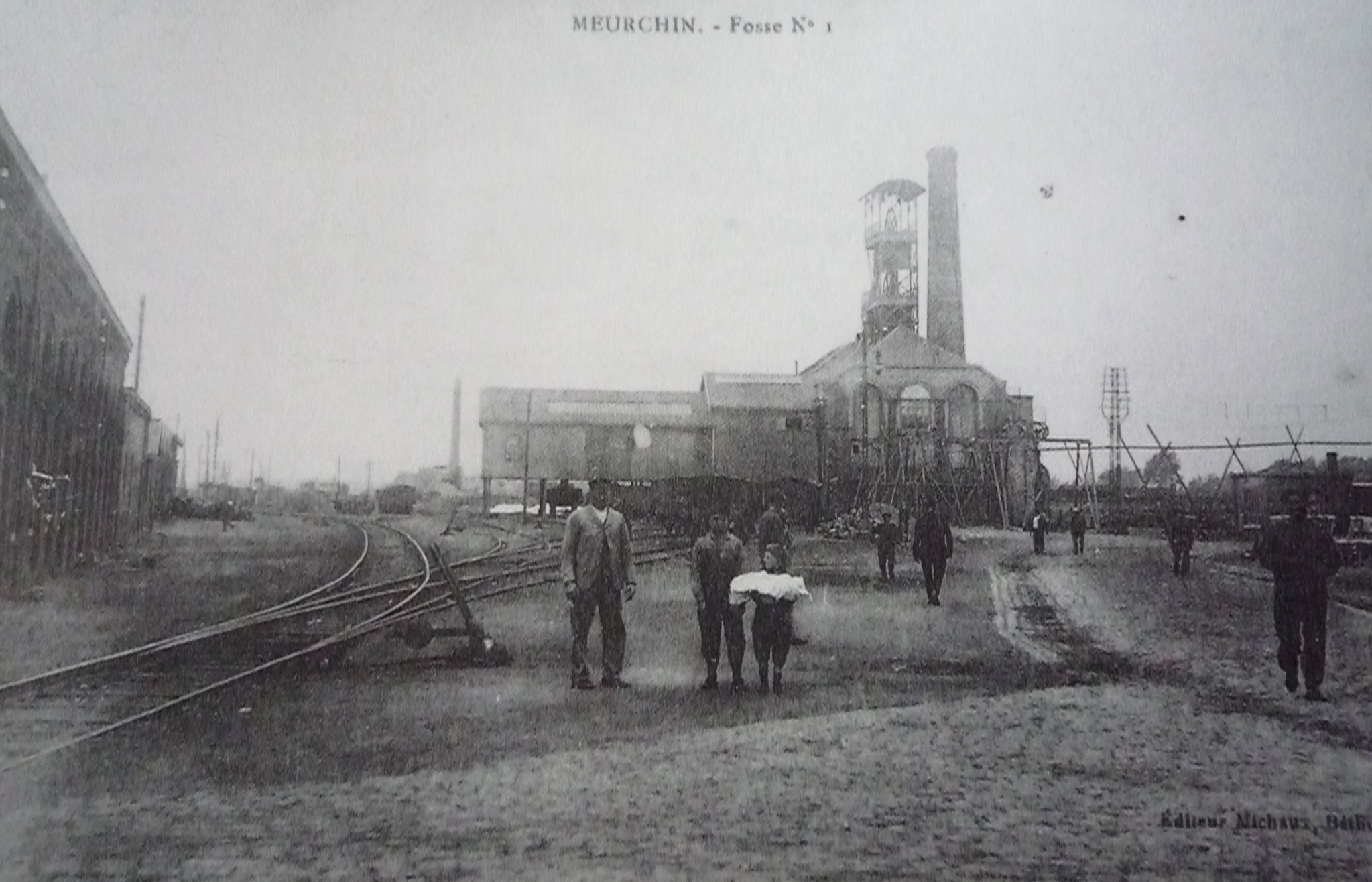
La fosse no 1 vers 1910.

La fosse no 1 est commencée à Bauvin en août 1857,, à l'extrémité du territoire communal, vers Meurchin, près de la route reliant Meurchin à Provin. Le niveau est passé avec une machine à traction directe puissante, de 200 chevaux. Le niveau fournit, à certains moments, jusqu'à 140 hectolitres d'eau par minute. Le terrain houiller est atteint à 130 mètres. À peine est-il atteint, qu'une veine de 1,10 mètre est rencontrée, inclinée à 16°. Le puits traverse ensuite 102,15 mètres de terrain stérile, et rencontre une deuxième couche, également de 1,10 mètre, à 232,15 mètres. Le cuvelage est en bois de 4,04 mètres de diamètre utile, et est installé sur une hauteur de 81 mètres. La fosse entre en exploitation en 1859, à l'étage de 173 mètres.
En 1870, le chevalement est incendié. Il est remplacé par deux massifs en maçonnerie. L'approfondissement du puits, repris en 1878, est poussé à 283,30 mètres. Les accrochages sont établis à 173, 220 et 272 mètres. L'orifice du puits est à l'altitude de 28,55 mètres par rapport au niveau de la mer. Le puits rencontre une veine no 3, à 252 mètres, et à 273 mètres, la même veine rejetée.
La fosse cesse d'extraire en 1936, et le puits est remblayé en 1954. La tête du puits no 1 est matérialisée, ce qui permet sa surveillance par le BRGM.
Accident du 3 février 1872
L'accident du 3 février 1872 est survenu à la fosse no 1, vers neuf heures du soir. Quatorze ouvriers remontent dans une cage, à douze mètres au-dessus de l'accrochage de 220 mètres (le puits a 232 mètres de profondeur et le puisard est à peu près plein d'eau), la patte du câble se rompt ; l'une des griffes du parachute fonctionne et se brise, l'autre glisse sur le guide et la cage retombe au puisard : six ouvriers s'échappent à la nage, les huit autres sont noyés ou tués dans la chute. L'enquête de l'Administration des Mines établit que la patte du câble est en mauvais état, et que la griffe du parachute qui n'a pas fonctionné est usée par le frottement.
Il est bon de noter que la patte rompue fonctionnait depuis le matin seulement. Le Parquet de Lille a fait remonter la responsabilité de l'accident aux agents chargés de la surveillance et de l'entretien des engins d'extraction, et à l'Ingénieur ; celui-ci a été condamné à trois mois de prison, le maître-porion à vingt jours, et le maître-forgeron qui a posé, la patte, à quinze jours. Une partie des peines a été remise par la Commission des grâces.

### Avaleresse de Carvin
50° 30′ 11″ N, 2° 58′ 05″ E
L'avaleresse de Carvin, également nommée avaleresse de Carvin-Nord ou avaleresse de la Société de Meurchin, est entreprise en 1857 à Carvin par la Société de Meurchin en vue d'obtenir une partie du terrain également demandé par la Compagnie des mines de Carvin, un secteur au nord de Courrières. Le puits est situé près de la route nationale d'Arras à Lille, à 800 mètres au nord-est du clocher de Carvin. Après la rencontre du calcaire aux forages de Camphin (sondages nos 1399 et 1398) et au forage de Carvin no 6 (sondage no 1307), les ingénieurs ont craint avec raison que la fosse ne soit située trop au nord, et le puits a été abandonné en décembre 1857, à la profondeur 14,80 mètres. La tête du puits n'est pas matérialisée, le BRGM n'effectue aucune surveillance sur cet ouvrage, mais une borne est apposée à proximité. Le diamètre du puits était de quatre mètres.

### Fosseno2 - 7
Puits no 2
50° 29′ 53″ N, 2° 54′ 24″ E
1863 - 1936
Puits no 7
50° 29′ 54″ N, 2° 54′ 23″ E
1913 - 1933
La fosse no 2 est entreprise à Meurchin en mars 1863,, à 300 mètres au nord du chemin reliant Meurchin à Carvin. Le niveau est franchi à l'aide d'une pompe de 55 centimètres de diamètre est 2,50 mètres de course, donnant trois coups par minute. Le terrain houiller est atteint à 132,50 mètres. Jusqu'à 185 mètres, le puits rencontre des schistes compacts, noirâtres et très siliceux (phtanites) ; de 185 à 190 mètres, les schistes sont mélangés de rognons de calcaire. La première veine, irrégulière, de 60 centimètres est découverte à 194 mètres, la deuxième veine de 50 centimètres, à 203 mètres. À partir de 213 mètres, une partie de la fosse se trouve dans les terrains bouleversés, sans consistance ; l'autre partie continue à traverser des assises plus régulières de schistes noirâtres. Une faille presque verticale est découverte, le puits présente de grandes difficultés dans l'approfondissement. Le diamètre du puits est de 4,08 mètres et le cuvelage va de 9,20 à 88,83 mètres.
En 1866, on ouvre un accrochage à 240 mètres, un autre a précédemment été ouvert à 197 mètres. La bowette sud est entièrement dans le calcaire. Elle recoupe une première venue d'eau à 35° ; puis, à quinze mètres du puits, une deuxième source d'eau à 40°, qui fournit bientôt 20 000 hectolitres par 24 heures ; et la fosse se remplit d'eau et doit être abandonnée. La profondeur totale est de 250 mètres. L'eau minérale est très sulfureuse. Plusieurs tentatives sont faites pour l'utiliser, mais sans résultat.
Un puits no 7 a été foncé à proximité, en 1913, mais très peu d'informations circulent à son sujet. Le puits no 2, profond de 250 mètres,, est remblayé en 1936. Les têtes des puits nos 2 et 7 sont matérialisées, ce qui permet leur surveillance par le BRGM.

### Fosseno3 - 4
Puits no 3
50° 30′ 16″ N, 2° 52′ 07″ E
1869 - 1959
Puits no 4
50° 30′ 16″ N, 2° 52′ 08″ E
1873 - 1960

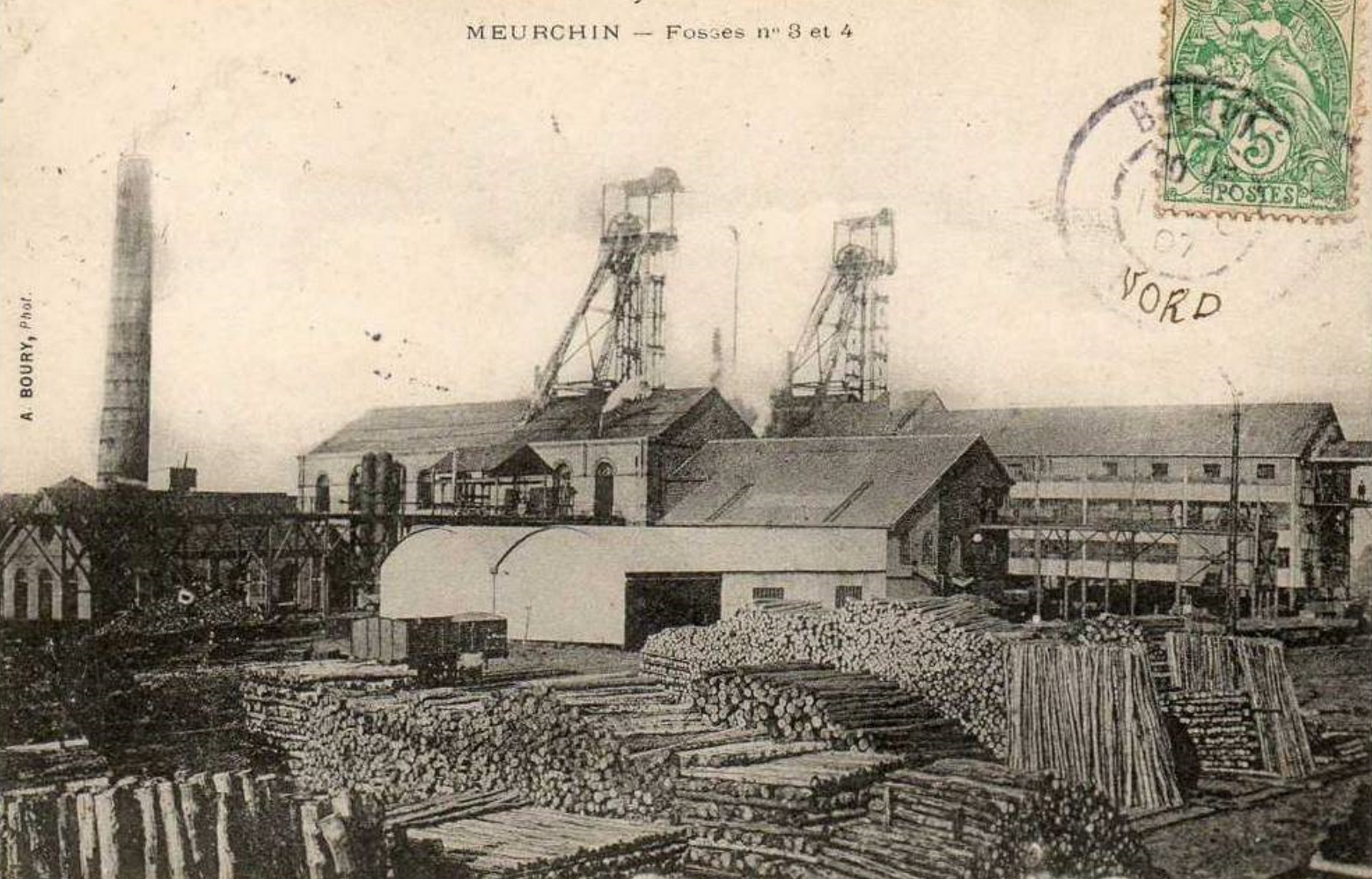
La fosse no 3 - 4 avant la Première Guerre mondiale.

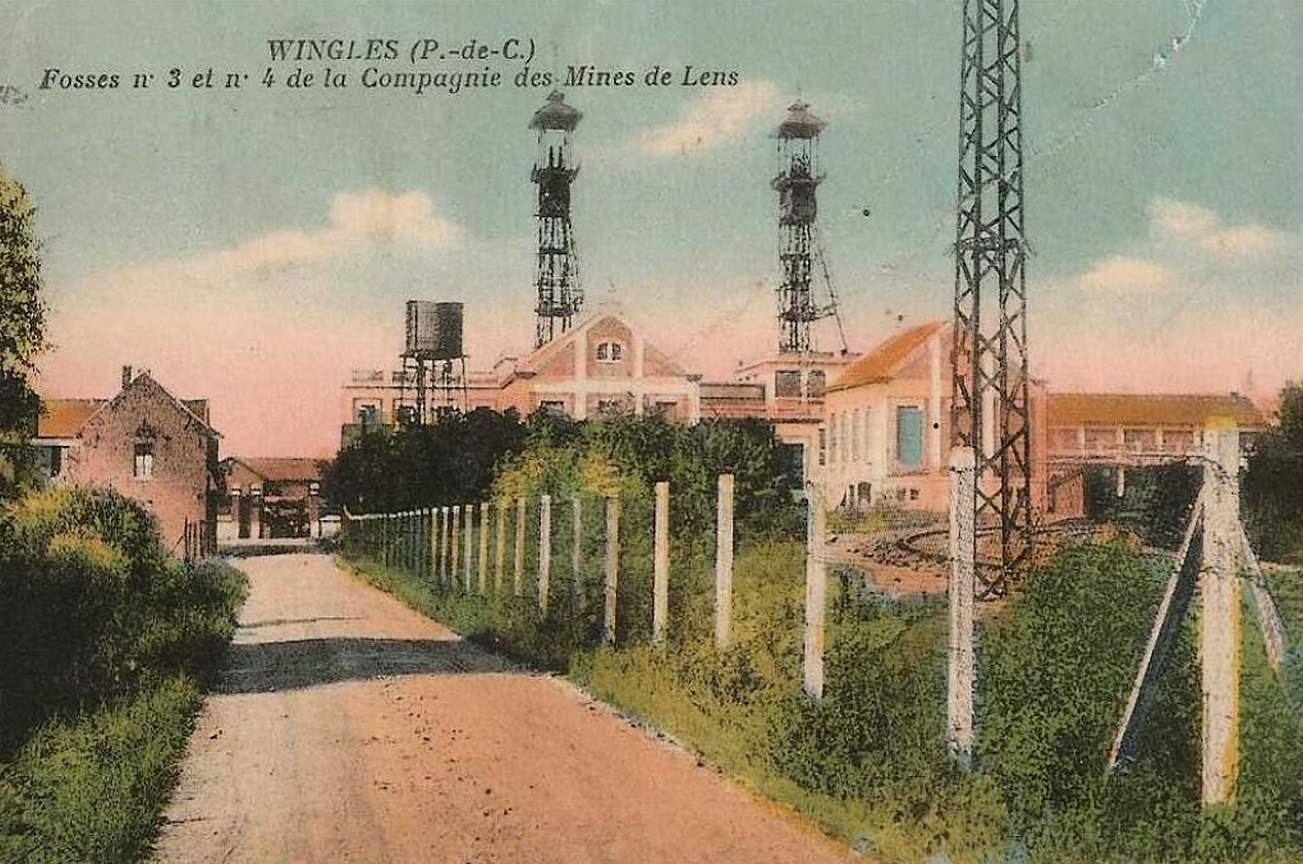
La fosse no 3 - 4 reconstruite par la Compagnie de Lens.

Le puits no 3 est commencé à Wingles en 1869, près de la limite septentrionale de la commune, et à l'ouest du canal. Il rencontre de grandes difficultés. Le puits no 4 est commencé le 1er septembre 1873 à 35 mètres du premier puits. La fosse commence à produire en 1875.
Des accrochages sont établis à 169, 206 et 286 mètres pour le puits no 3 et à 169, 206, 286 et 377 mètres pour le puits no 4, ce dernier est alors profond de 387 mètres, et le puits no 3 de 296 mètres. L'orifice du puits est situé à l'altitude de 25,70 mètres par rapport au niveau de la mer. Pour les deux puits le cuvelage en fonte s'étend jusque vers 81 mètres et a un diamètre de 3,20 mètres,. La fosse est le principal siège d'extraction de la Compagnie.
Après que la fosse a été concentrée sur la fosse no 18 - 18 bis du Groupe de Lens à Hulluch, la fosse cesse d'extraire. Le puits no 3, profond de 299 mètres est remblayé en 1959, et le puits no 4, profond de 440 mètres, est remblayé l'année suivante. Les têtes des puits nos 3 et 4 sont matérialisées, ce qui permet leur surveillance par le BRGM.

### Fosseno5
50° 30′ 34″ N, 2° 51′ 02″ E
1904 - 1965

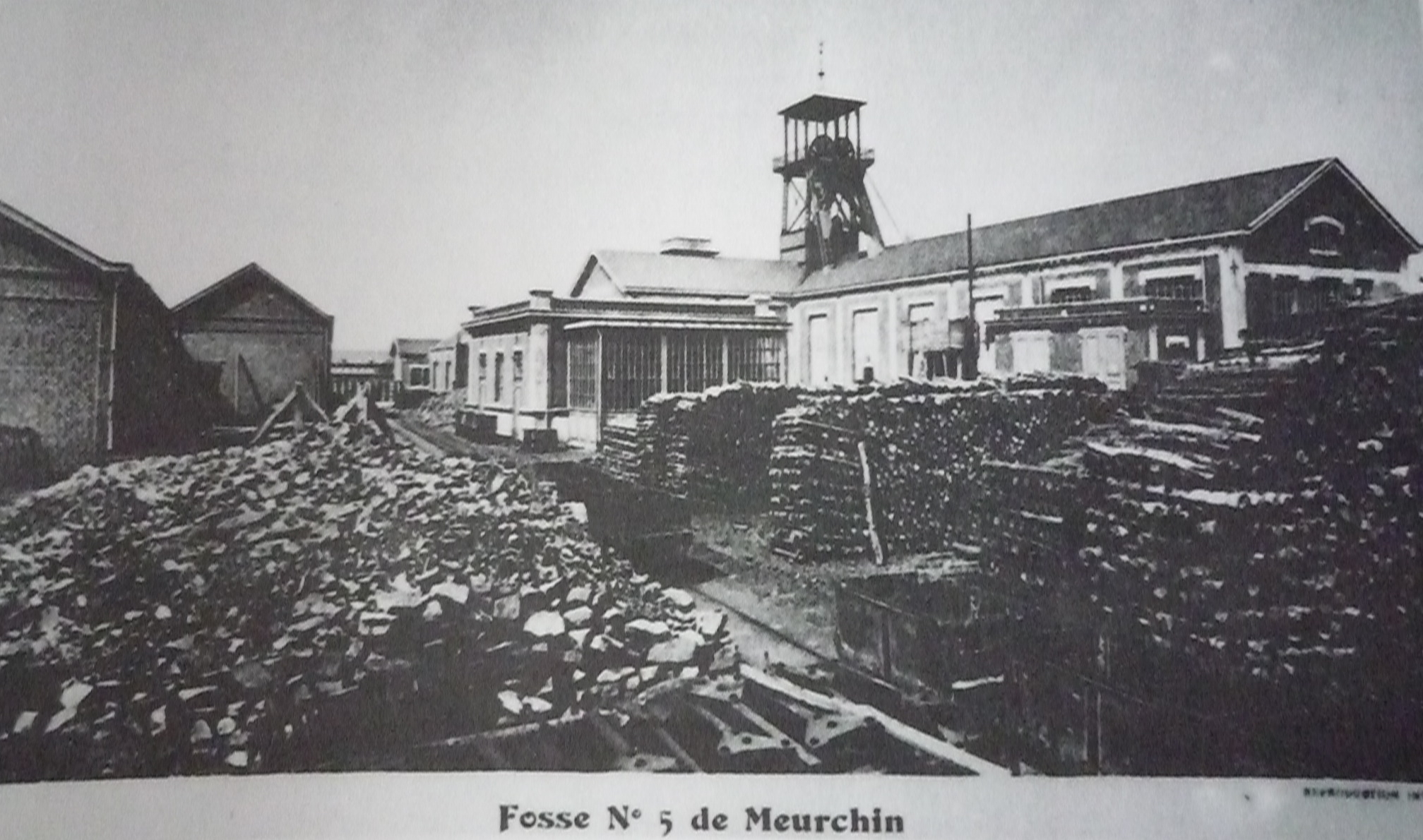
La fosse no 5 vers 1910.

Le fonçage du puits commence le 5 août 1904 à Billy-Berclau. Le puits est profond de 398,50 mètres,. La fosse cesse d'extraire en 1937, mais continue l'aérage pour la fosse no 3 - 4, puis pour la concentration du 18 - 18 bis de Lens jusqu'en 1963. Le puits est remblayé deux ans plus tard. Le site est conservé. La tête du puits no 5 est matérialisée, ce qui permet sa surveillance par le BRGM.

### Fosseno6
50° 29′ 22″ N, 2° 54′ 47″ E
1904 - 1933

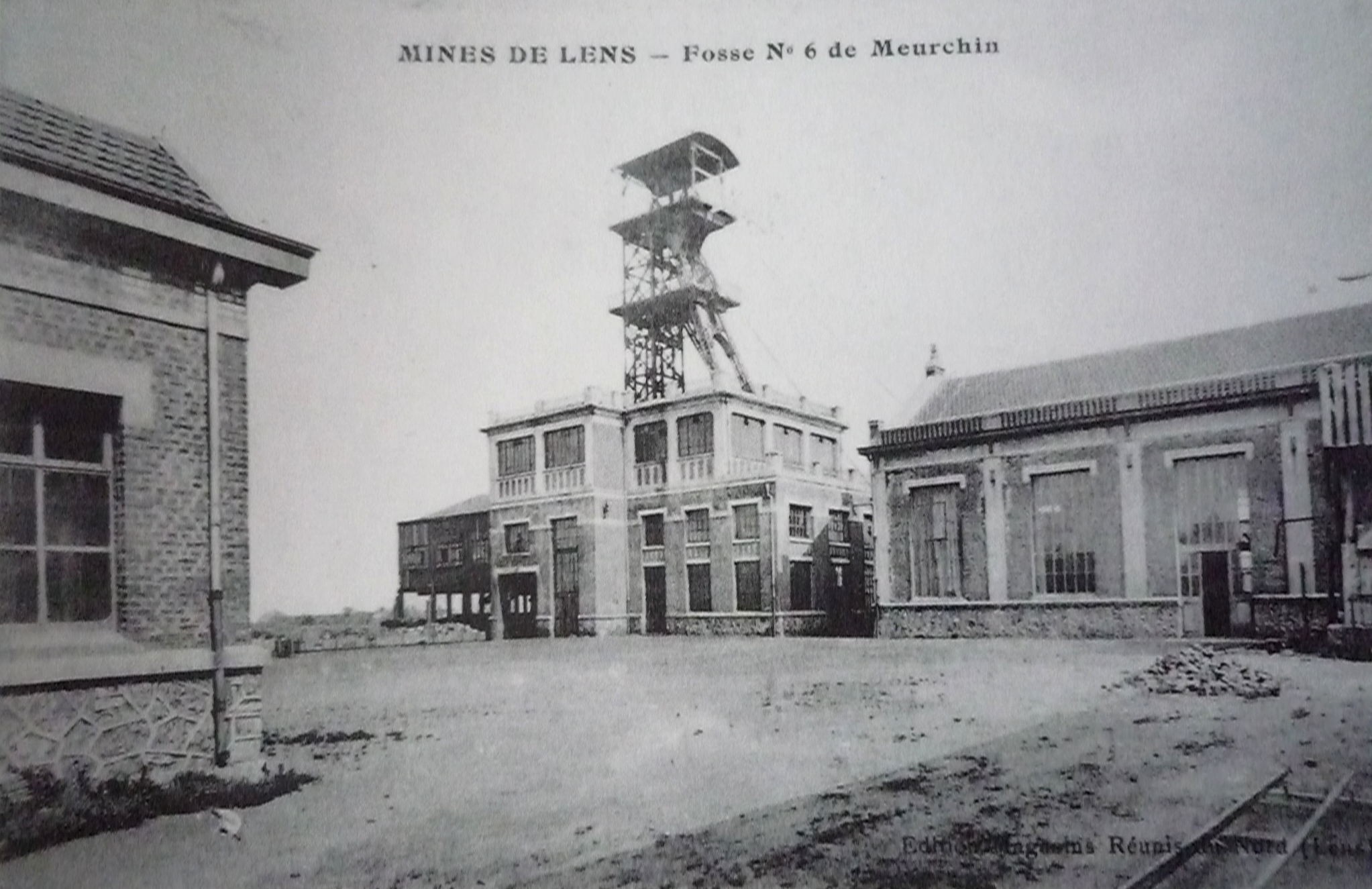
La fosse no 6 vers 1926.

La fosse no 6 est commencée à Carvin à proximité de la limite sud de la concession de Meurchin avec celles de Courrières et Carvin. La fosse, détruite durant la Première Guerre mondiale, est arrêtée en 1932. Le puits, d'une profondeur de 314 mètres, est remblayé en 1933. Un sondage le prolonge jusque 370,50 mètres. La tête du puits no 6 est matérialisée, ce qui permet sa surveillance par le BRGM.